# استیو جابز
استیون پال جابز (به انگلیسی: Steven Paul Jobs) (زادهٔ ۲۴ فوریهٔ ۱۹۵۵ – درگذشتهٔ ۵ اکتبر ۲۰۱۱) کارآفرین، مخترع، بنیان‌گذار و مدیر ارشد اجرایی شرکت رایانه‌ای اپل و یکی از چهره‌های پیشرو در صنعت رایانه بود.
در سال ۱۹۷۶، جابز ۲۱ ساله به همراه دوستش استیو وازنیک ۲۶ ساله، شرکت اپل را تأسیس کردند. اولین رایانه شخصی‌ای که شرکت اپل به بازار معرفی کرد، اپل I نام داشت. یک سال پس از آن در سال ۱۹۷۷ اپل II نیز راهی بازار شد. در سال ۱۹۸۵ طی یک اختلاف مدیریتی، جابز اپل را ترک و در همان سال شرکت نکست را تأسیس کرد. از مهم‌ترین محصولات شرکت نکست می‌توان به نکست کامپیوتر اشاره کرد که بعدها میزبان اولین مرورگر وب شد. در سال ۱۹۹۶ شرکت اپل، شرکت نکست را به مبلغ ۴۲۹ میلیون دلار خرید. طی این معامله استیو جابز، مجدداً به اپل بازگشت. از اتفاقات مهم پس از این مسئله در اپل می‌توان به معرفی آی‌پاد در سال ۲۰۰۱، پرده‌برداری از آی‌تیونزاستور در سال ۲۰۰۳ و معرفی آی‌فون و آی‌پد به ترتیب در سال‌های ۲۰۰۷ و ۲۰۱۰ اشاره کرد.
جابز در سال ۱۹۸۶ یک گروه گرافیکی را از بخش گرافیک کامپیوتر لوکاس فیلم خرید. پس از خرید این بخش، شرکت پیکسار متولد شد که نام آن از ترکیب پیکسِر و رادار الهام گرفته شده بود. پیکسار توانست فیلم‌های پویانمایی موفقی بسازد. در سال ۲۰۰۶ شرکت والت دیزنی، پیکسار را خرید. پس از این معامله جابز به سهام‌دار اصلی والت دیزنی تبدیل شد و به عضویت هیئت مدیرهٔ آن درآمد. در اکتبر ۲۰۰۳ سرطان لوزالمعده جابز تشخیص داده شد و در اوت ۲۰۱۱، او از سمت مدیرعاملی اپل استعفا داد. تیم کوک، از مدیران ارشد اپل، مدیرعامل شد و جابز به‌عنوان رئیس هیئت مدیره به فعالیت‌هایش ادامه داد.
جابز در نهایت بر اثر عوارض ناشی از سرطان لوزالمعده، در چهارشنبه ۵ اکتبر ۲۰۱۱ در سن ۵۶ سالگی درگذشت.

## سال‌های آغازین زندگی
استیو جابز در ۲۴ فوریهٔ سال ۱۹۵۵، در سان‌فرانسیسکو از مادری به نام جوئَن کارول شیبل که از تبار آلمانی-سوییسی بود و پدری سوری و مسلمان به نام عبدالفتاح جان جندلی که هردو دانشجو بودند، زاده شد. گاهی از جابز به‌واسطهٔ سوری بودن پدرش به‌عنوان یک آمریکایی عرب یاد می‌شود. کارول و عبدالفتاح در آن زمان هنوز با هم ازدواج نکرده‌بودند. هنگامی که استیو به دنیا آمد جندلی و دوستش جوئن شیبل که هر دو ۲۳ ساله بودند نمی‌توانستند فرزندشان را بزرگ کنند. جوئن که از یک خانواده مسیحی محافظه‌کار بود، نمی‌توانست خانواده‌اش را متقاعد کند که با یک عرب مسلمان ازدواج کند.
در نهایت استیو توسط پل رینهولد جابز (تولد: ۱۹۲۲، مرگ: ۱۹۹۳) و همسرش که یک ارمنی آمریکایی به نام کلارا هاگوپیان (تولد: ۱۹۲۴، مرگ: ۱۹۸۶) بود، به فرزندی پذیرفته شد. هنگامی که از «پدر و مادر خواندهٔ» او سؤال شد، جابز با پافشاری پاسخ داد که «پل و کلارا جابز پدر و مادر من بودند». او بعدها در زندگی‌نامهٔ خود اظهار داشته که «۱٬۰۰۰ درصد آن‌ها پدر و مادر من بودند.» هنگامی که استیو ۵ ساله بود، خانوادهٔ جابز از سان‌فرانسیسکو به مانتین ویو در کالیفرنیا نقل مکان کردند. مانتین ویو در درهٔ سیلیکون قرار داشت. استیو فرزند دره بود و روح و انرژی درهٔ سیلیکون بر اعماق وجود استیو تأثیر گذاشت. بعدها، پل و کلارا دختری به نام پتی را به فرزندخواندگی پذیرفتند. پل جابز که یک مکانیک ماهر کارخانهٔ ساخت لیزر بود، مقدمات ابتدایی الکترونیک و طریقهٔ کار با دست‌ها را به پسرش آموزش داد. کلارا جابز یک حسابدار بود و به استیو خواندن را پیش از رفتن به مدرسه آموخت.
جابز در سال ۱۹۹۵ در پاسخ به این سؤال که می‌خواهد چه چیزهایی را به فرزندانش منتقل کند، چنین گفت: «تنها می‌خواهم برای آن‌ها به همان خوبی باشم که پدرم برای من بود و در تمام مدت زندگی‌ام نیز به این مسئله فکر می‌کنم.»
پدر و مادر بیولوژیکی جابز، در ژوئن ۱۹۵۷ صاحب فرزند دیگری به نام مونا (مونا سیمپسون) شدند. جابز برای اولین بار مونا را در ۲۷ سالگی ملاقات کرد.

### یادگیری
دوران ابتدایی برای استیو خسته‌کننده بود. معلم کلاس چهارم در موفقیت‌های بعدی او نقش زیادی داشت. وی بود که او را با توانایی‌هایش آشنا کرد، جابز بعدها از او به‌عنوان یک قدیس یاد می‌کرد. وی باعث شد که استیو کلاس پنجم را به‌صورت جهشی طی کند و دورهٔ ابتدایی را یک سال زودتر به اتمام برساند. استیو همیشه در سخنرانی‌های اچ‌پی در پالو آلتو شرکت می‌کرد و بعدها به استخدام همان‌جا درآمد و به‌عنوان کارمندان تابستانی همراه استیو وازنیک کار می‌کردند. استیو در سال ۱۹۷۲، از «دبیرستان هومستد» در شهر کوپرتینو در کالیفرنیا فارغ‌التحصیل شد و در کالج رید در شهر پورتلند ایالت اورگن ثبت نام کرد، اما بعد از یک نیم‌سال تحصیلی انصراف داد. کالج رید، یک کالج هنرهای لیبرال است و پیدایش فردی چون استیو جابز حاکی از پراهمیت بودن این علوم است.
استیو پس از انصرافش، در بعضی از کلاس‌های کالج از جمله خوشنویسی شرکت می‌کرد. این هنر در شغل آیندهٔ استیو تأثیر به‌سزایی داشت. این هنر به استیو ایدهٔ سبک حروف چندگانه را بخشید، که در کامپیوتر مکینتاش دیده می‌شود. جابز می‌گوید: «اگر در کالج وارد آن کلاس (خوشنویسی) نمی‌شدم، مکینتاش هرگز چندین طرح حروف یا فونت‌های فاصله‌دار مناسب را نداشت؛ و از آنجاکه ویندوز دقیقاً مکینتاش را کپی کرده است، کامپیوتر هیچ‌کسی این فونت‌ها و طرح‌ها را نداشت.» در زمستان ۱۹۷۴، او به کالیفرنیا بازگشت و به همراه استیو وازنیک، حضور در جلسات باشگاه کامپیوتر هوم‌برو را آغاز کرد. در همین زمان جابز شغلی به‌عنوان یک تکنسین در شرکت آتاری یافت که سازندهٔ رایانه و دستگاه بازی رایانه‌ای که آن روزها محبوب بود.

### سفر معنوی
استیو دوست نزدیکی به نام دانیل کوتکی در کالج رید داشت. جابز و دانیل هر دو به ذِن، دیلن و ال‌اس‌دی علاقه داشتند. دانیل از طبقهٔ مرفه نیویورک بود و به مکتب بودا علاقه داشت. استیو بیشتر وقتش را با دانیل و الیزابت هولمز (دیگر دوست استیو در کالج) می‌گذراند. جابز هرگز به عرفان‌های شرقی، به ویژه مذهب بودایی ذن به دید یک تفریح خیالی و زودگذر متعلق به دوران جوانی نگاه نکرد. او عمق این علاقه‌مندی را لمس کرده‌بود. ذن بر شخصیتش تأثیر گذاشته بود. کاتکی در مورد جابز می‌گفت: «استیو خود ذن بود. واقعاً رویش تأثیر گذاشته بود، می‌شد آن را در رویکرد مشتاقانه‌اش به زیبایی‌شناسی غیرتجملی و تمرکز فوق‌العاده‌اش دید.» به خصوص این که او تحت تأثیر شهودگراییِ مذاهب بودایی قرار گرفته بود، طوری‌که بعدها گفت: «کم‌کم پی بردم که درک و آگاهیِ بصری، مهم‌تر از تفکر انتزاعی و تحلیل منطقی است.» با این حال، جنون و دیوانگی او، مانع از رسیدن به آرامش درون و محبت در روابطش بود.
استیو در سال ۱۹۷۴ به هند سفر کرد تا با نیم کارولی بابا (یک گوروی هندی، درگذشت: ۱۹۷۳) از نزدیک دیدار کند. او همراه دوستش دانیل در جستجوی روشنفکری معنوی بود. اما هنگامی که که به هند رسیدند متوجه شدند که او درگذشته است. وی پس از یک سفر معنوی هفت‌ماهه، با سری تراشیده و جامهٔ سنتی هندی بر تن، به آمریکا بازگشت. استیو در طول این مدت از ال‌اس‌دی استفاده می‌کرد که به گفتهٔ خودش از بهترین کارهای عمرش و دلیل اصلی موفقیت‌هایش بوده است.

### شغل ابتدایی
جابز پس از بازگشت از هند، به آتاری بازگشت. وظیفهٔ او ساختن یک برد الکترونیکی برای یک بازی شرکت آتاری (به نام Breakout) بود. بر طبق گفتهٔ نولان باشنل جایزه‌ای ۱۰۰ دلاری به ازای هر تراشهای که در فرایند طراحی از دستگاه اصلی حذف می‌شد، داده می‌شد. استیو که دانش اندکی در طراحی مدارهای الکترونیکی داشت، با استیو وازنیک قول و قراری گذاشت که اگر وازنیک بتواند مداری با حداقل تعداد تراشه‌ها طراحی کند، جایزه‌ای را که از آتاری دریافت می‌کنند، بین خودشان تقسیم کنند. این پروژه انجام شد و با وجود حیرت فراوان مسوولین آتاری، وازنیک توانست که تعداد تراشه‌های استفاده شده در دستگاه نهایی را ۵۰ عدد کاهش دهد. متأسفانه، وازنیک طراحی را به حدی فشرده انجام داده بود که تولید دستگاه نهایی بر روی خط مونتاژهای آن دوران ممکن نبود. با وجود این، جابز به وازنیک گفت که آتاری تنها ۷۰۰ دلار از جایزه را پرداخت کرده است (در صورتی که تمامی ۵٬۰۰۰ دلار جایزه پرداخت شده‌بود) و پیشنهاد کرد که وازنیک نیمی از آن یعنی ۳۵۰ دلار را برای کاری که انجام داده‌بود بردارد. پس از اطلاع‌یافتن از واقعیت، وازنیک در یک مصاحبه دراین‌باره گفت که این یک مسئلهٔ کوچک است. جابز به این پول نیاز داشت و حقیقت را به من نگفت.
در سال ۱۹۷۱ استیو وازنیک، تحت تأثیر مقاله‌ای جعبهٔ آبی را ساخت. جعبهٔ آبی سیستمی بود که می‌توانست با تکرار تنهایی، سیگنال‌ها را در شبکه ای‌تی‌اندتی مسیردهی کند و این امکان را فراهم می‌کرد که به شکل رایگان تماس راه دور برقرار شود. وازنیک در مورد آن می‌گوید: «تا به حال مداری نساخته‌بودم که اینقدر به آن افتخار کنم. هنوز هم فکر می‌کنم که کارم معرکه بود.» استیو جابز هم ایده فروش آن را مطرح کرد. قیمت تمام شده ساخت هر جعبهٔ آبی ۴۰ دلار بود و جابز تصمیم داشت که آن را ۱۵۰ دلار به فروش برساند. جابز می‌گوید حدود ۱۰۰ جعبه آبی ساختیم و تقریباً همه را فروختیم. بعدها جابز گفت: «من ۱۰۰ درصد از این مسئله مطمئنم که اگر آن جعبه‌های آبی نبود، اپلی هم وجود نداشت. من و وازنیک یادگرفتیم که چگونه با هم کار کنیم. ما اطمینان پیدا کردیم که می‌توانیم مسایل فنی را حل کرده و واقعاً چیزی تولید کنیم.»

## زندگی شخصی

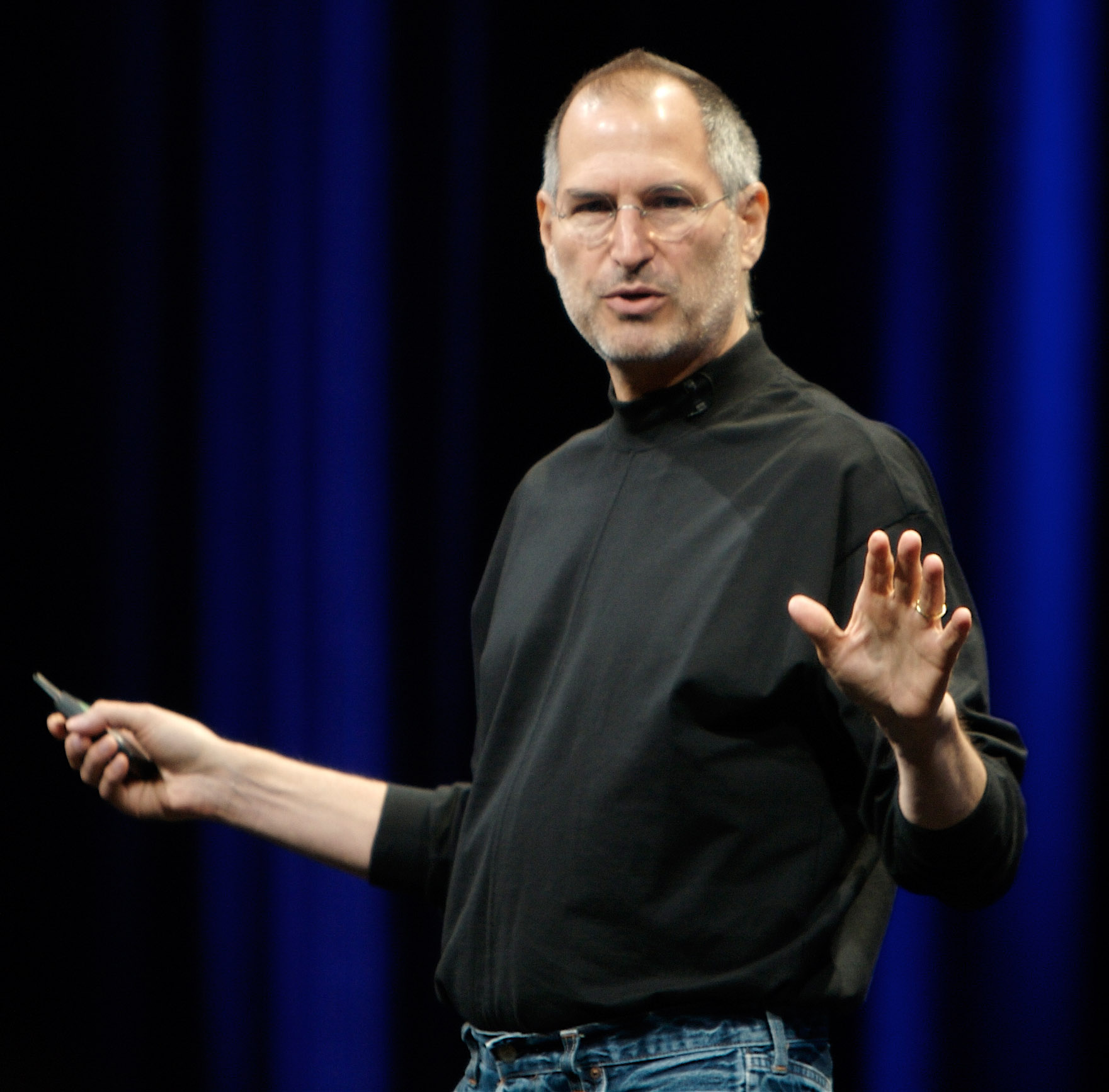
استیو جابز در کنفرانس جهانی توسعه‌دهندگان اپل سال ۲۰۰۷

فرزند اول جابز «لیزا برنان جابز» بود، مادر لیزا، «کریس ان برنان»، نخستین دوست جدی استیو بود. لیزا در حالی در سال ۱۹۷۸ به دنیا آمد که آن‌ها هنوز ازدواج نکرده بودند. جابز تا مدت‌ها پدری لیزا را انکار می‌کرد، اگرچه بعدها آن را پذیرفت.
در ۱۸ مارس ۱۹۹۱، جابز ۳۶ ساله با «لورن پاول» که ۲۷ سال سن داشت و در آن زمان دانشجوی رشتهٔ اِم بی‌اِی در دانشگاه استنفورد بود، ازدواج کرد. این زوج صاحب سه فرزند به نام‌های ریدپاول، ارین سینا و اوه به ترتیب در سال‌های ۱۹۹۵٬۱۹۹۱ و ۱۹۹۸ شدند.
در زندگی‌نامهٔ غیرمجاز «بازگشت مجدد استیو جابز»، نویسندهٔ این کتاب «آلن دویچمن» دربارهٔ دیدارهای عاشقانهٔ جابز با جون بائز می‌نویسد. دویچمن با نقل قول آوردن از الیزابت هولمز می‌نویسد: «من اعتقاد داشتم که جابز بیشتر به این دلیل عاشق جون بائز شده که این زن زمانی معشوقهٔ باب دیلن بوده است.» در کتاب «اسطوره: استیو جابز» نوشتهٔ «جِفری اس. یانگ» و «ویلیام اِل. سیمون»، نویسندگان به این مسئله اشاره می‌کنند که جابز ممکن بود با جون بائز ازدواج کرده باشد اما سن او در آن زمان (۴۱) نشان می‌دهد که احتمالاً آن زوج نمی‌توانستند بچه دار شوند.
در سال ۱۹۸۲ میلادی، جابز آپارتمانی در سن رموی نیویورک خرید. او با کمک آی. ام. پی، سال‌ها هزینه کرد که این آپارتمان را که در دو طبقهٔ بالایی برج شمالی این مجتمع قرار گرفته، بازسازی کند. اما با تمام این احوال، او و خانواده‌اش هرگز به این آپارتمان نقل‌مکان نکردند و در نهایت آن را به بونو خوانندهٔ گروه یوتو فروخت.
در سال ۱۹۸۴، جابز یک عمارت با معماری مستعمراتی اسپانیایی را که ۱٬۶۰۰ متر مربع وسعت و ۱۴ اتاق خواب داشت خرید. این عمارت که به خانهٔ جکلینگ شهرت داشت، به دست جورج واشینگتن اسمیت طراحی شده‌بود و در وودساید، کالیفرنیا قرار داشت. جابز ده سال در این عمارت در حالت تقریباً بدون اثاث زندگی کرد.
والتر ایزاکسون می‌گوید که جابز در سال ۲۰۰۴ با او تماس گرفت و از او خواست که زندگی‌نامه‌اش را بنویسد. ایزاکسون در ابتدا قبول نکرد و گفت: «یک یا دو دهه دیگر که بازنشست شدید این کار را انجام خواهم‌داد.» اما سرانجام پس از گفتگوهایی که با جابز و همسرش لورن داشت، این مسئولیت را پذیرفت. او می‌گوید: «این زندگی‌نامه حاصل ۴۰ مصاحبه و گفتگو با جابز بود. این گفتگوها گاهی به شکل رسمی، گاهی با قدم‌زدن و گاهی نیز به صورت تلفنی بود. طی این دو سال او شدیداً با من صمیمی شد. در طول این مدت من با بیش از صد نفر از دوستان، خویشاوندان، رقبا و دشمنان او مصاحبه کردم.» پس از مرگ استیو جابز، تصمیم گرفته‌شد این کتاب زودتر از موعدش و در تاریخ ۲۴ اکتبر ۲۰۱۱ منتشر شود.

## دیدگاه‌ها
استیو جابز یک گیاه‌خوار و بودایی بود. به گفته بی‌بی‌سی او یک میلیاردر هیپی بود. او یک دانشجوی مو بلند انصرافی از کالج بود که آرزوهایی بی‌نهایت داشت. او به شکلی الهام شده کمال‌طلب بود و روحیهٔ قلدرمآبانه داشت.
جابز به جان اسکالی، مدیرعامل پیشین شرکت اپل، در زمینهٔ کوتاهی عمر گفته بود: «همهٔ ما زمان و فرصت کوتاهی روی زمین داریم. برای همین ما فقط فرصت داریم که یکی دو کار را به انجام برسانیم. هیچ‌کس نمی‌داند چه قدر زندگی می‌کند. من هم نمی‌دانم. اما احساس می‌کنم باید تا جوانی هست هرچه می‌توانم این فکرها را به انجام برسانم.» او در سال ۲۰۰۵ در سخنان معروفش در دانشگاه استنفورد دیدگاه‌هایش را دربارهٔ مرگ و زندگی و کوتاهی عمر به خوبی روشن کرد:
| « | همین که فکر می‌کنم به زودی می‌میرم، مهم‌ترین ابزاری است که کمکم می‌کند بهترین گزینه‌ها را انتخاب کنم. | » |

جابز برنامه‌های غذایی مختلفی مانند رژیم گیاه‌خواری یا میوه‌خواری را آزمایش کرد. در یکی از این برنامه‌های غذایی میوه‌خواری بود، که نام اپل (سیب) را برای شرکتش برگزید. به نظر او این نام «زنده، شوخ و آرام‌بخش» بود.
جابز از طرفداران بیتلز بود. او در مصاحبه‌ای دربارهٔ بیتلز گفته است:
 مدل من در تجارت بیتلز است. آن‌ها گروهی بودند که مانع انرژی منفی یکدیگر می‌شدند و یکدیگر را به تعادل می‌رساندند. عملکرد جمعی آن‌ها بالاتر از جمع تک تک افراد گروه بود. کارهای بزرگ در کسب و کار، نه به واسطه توانمندی‌های فردی، بلکه با عملکرد تیمی به سرانجام می‌رسد.

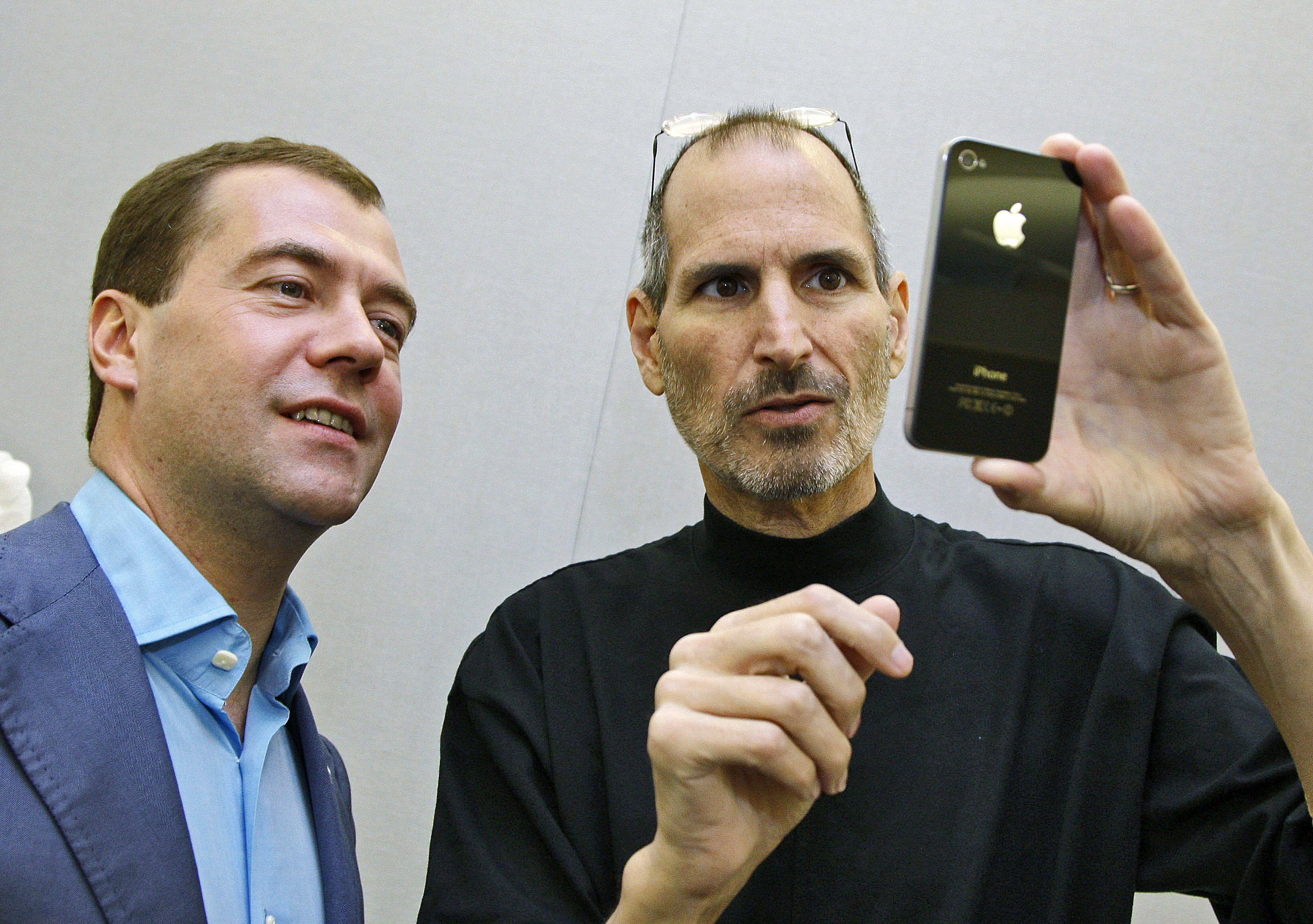
استیو جابز هنگام معرفی آی‌فون ۴ به دمیتری مدودف

جابز در سال ۲۰۱۰ گفت: «ما بیتلز را دوست داریم و مفتخر و هیجان زده هستیم از این که ورود آن‌ها را به آی‌تیونز خوش‌آمد بگوییم. راه سخت و پرپیچ و خمی بود که به آن رسیدیم. از بیتلز و ای‌ام‌آی متشکر هستیم. هم‌اکنون رؤیایی را که از ۱۰ سال پیش و در زمان آغاز آی‌تیونز داشتیم، محقق شد.»
والتر ایزاکسون در مورد جابز می‌گوید که یادم می‌آید در یک بعد از ظهر آفتابی در باغچهٔ خانه‌اش نشسته‌بودیم و او راجع به مرگ سخن می‌گفت. او راجع به تجربیاتش در مورد بودا و هند و چهل سال گذشته سخن می‌گفت. او می‌گفت: «اعتقادم به خدا پنجاه پنجاه است. در بیشتر زندگی‌ام، احساس می‌کردم باید حیاتی بیشتر از آنچه در مقابل چشمان ماست وجود داشته‌باشد. من دوست دارم فکر کنم که بعد از مرگ چیزی باقی می‌ماند. این عجیب است که همهٔ تجربه و اندک خردمندی که کسب شده، از بین برود. واقعاً دلم می‌خواهد که بعد از مرگ چیزی باشد.» او مدتی ساکت ماند و سپس گفت: «شاید مانند یک کلید روشن و خاموش. کلید را می‌زنی و رفته‌ای. شاید به خاطر همین است که دوست ندارم محصولات اپل کلید روشن و خاموش داشته باشند.»
جابز طی مصاحبه‌ای که در سال ۱۹۸۵ انجام داد، در بخشی از پاسخ به این سؤال که "پول برای تو چه معنایی دارد؟" پاسخ داد که «دوست ندارد بعد از مرگش حجم زیادی از اموال به فرزندانش برسد، چرا که باعث تباهی زندگی آن‌ها می‌شود.»
جابز در جایی دربارهٔ پدر و مادرش (پل و کلارا) می‌گوید: «نکاتی در زندگی من وجود دارد که من واقعاً از آن‌ها احساس شرمندگی می‌کنم. من خیلی مؤدب نبودم و احساسات آن‌ها را جریحه‌دار می‌کردم… من نمی‌خواستم کسی بداند که پدر و مادری دارم. می‌خواستم مثل یتیمی باشم که در قطارها در حومه شهر ولگردی کرده‌بود و به هیچ جا نرسیده‌بود، بی‌اصل و نسب، بدون پیوند و پیشینه.»
استیو جابز در بخش سوم سخنرانی‌اش در دانشگاه استنفورد دربارهٔ مرگ گفت: «هیچ‌کس دوست ندارد بمیرد. حتی کسانی که دوست دارند به بهشت بروند، دوست ندارند بمیرند تا به بهشت برسند. با این حال مرگ مقصد نهایی همهٔ ماست که کسی تاکنون نتوانسته از آن فرار کند.»

استیو جابز پس از افتتاح آی‌تیونزاستور و مبارزه با دانلود غیرقانونی آهنگ‌ها گفت:
از اولین روزهایی که در اپل بودم فهمیدم که زمانی به پیشرفت دست می‌یافتیم که ایده‌ای ذهنی را ایجاد می‌کردیم. اگر مردم نرم‌افزار ما را کپی می‌کردند یا می‌دزدیدند، ما از کار بی‌کار می‌شدیم. اگر از آن حفاظت نمی‌شد، برای ساختن نرم‌افزار یا طراحی محصولات جدید انگیزه‌ای نداشتیم. اگر حفاظت از بین برود، شرکت‌های خلاق نیز از بین می‌روند یا هرگز شروع به کار نمی‌کنند. اما دلیل ساده‌تری هم وجود دارد: دزدی کردن اشتباه است. هم به مردم دیگر و هم به شخصیت خودتان آسیب می‌رساند.
جابز در پاسخ به این سؤال که چرا برای اتومبیلش پلاک نمی‌گذارد گفت: «چون بعضی اوقات مردم مرا دنبال می‌کنند و اگر پلاک داشته‌باشم آن‌ها می‌توانند محل زندگی‌ام را پیدا کنند. اما الان با وجود نقشه‌های گوگل این کار در حال منسوخ شدن است. پس در واقع حدس می‌زنم فقط به این دلیل است که نمی‌خواهم.» جابز به علت وجود حفره‌ای در قانون وسایل نقلیه در کالیفرنیا مجاز به استفاده از اتومبیل بدون پلاک بود. این قانون می‌گوید: «صاحب اتومبیل با یک برند جدید حداکثر به مدت ۶ ماه مجاز به استفاده از اتومبیل بدون پلاک می‌باشد.» جابز با یک شرکت اجارهٔ اتومبیل قراری داشت که اتومبیل مرسدس نقره‌ای SL55 AMG خود را هر ۶ ماه با یک نمونهٔ مشابه تعویض می‌کرد. بدین ترتیب او مجاز به استفاده از اتومبیل بدون پلاک می‌شد.
جابز برخی توانایی‌هایش نظیر عشق به سادگی را ناشی از آموزش‌های ذن می‌دانست. او زیبایی‌شناسی را با حذف عناصر اضافه ممکن می‌ساخت. البته آموزش‌های ذن باعث نشد که او به آرامش و وقار برسد. او اغلب اوقات مهربان نبود. بیشتر مردم، یک نوع متعادل‌کننده بین فکر و زبان خود دارند که احساسات تند آن‌ها را تعدیل می‌کند، اما چنین چیزی در جابز وجود نداشت. او تصمیم داشت به طرز شدیدی صادق باشد. او گفت: «لازمه کار من این است که وقتی چیزی بد است حقیقت را بگویم، نه این‌که از آن چشم‌پوشی کنم.» به همین دلیل او دارای شخصیتی کاریزماتیک، الهام‌بخش و همچنین گاهی احمق بود. جابز در پاسخ به این سؤال که «چرا گاهی اینقدر بدجنس هستی؟» پاسخ داد: «این من هستم، و نمی‌توان توقع داشت که کسی غیر از خودم باشم.»

## زندگی حرفه‌ای

### پایه‌گذاری شرکت رایانه‌ای اپل

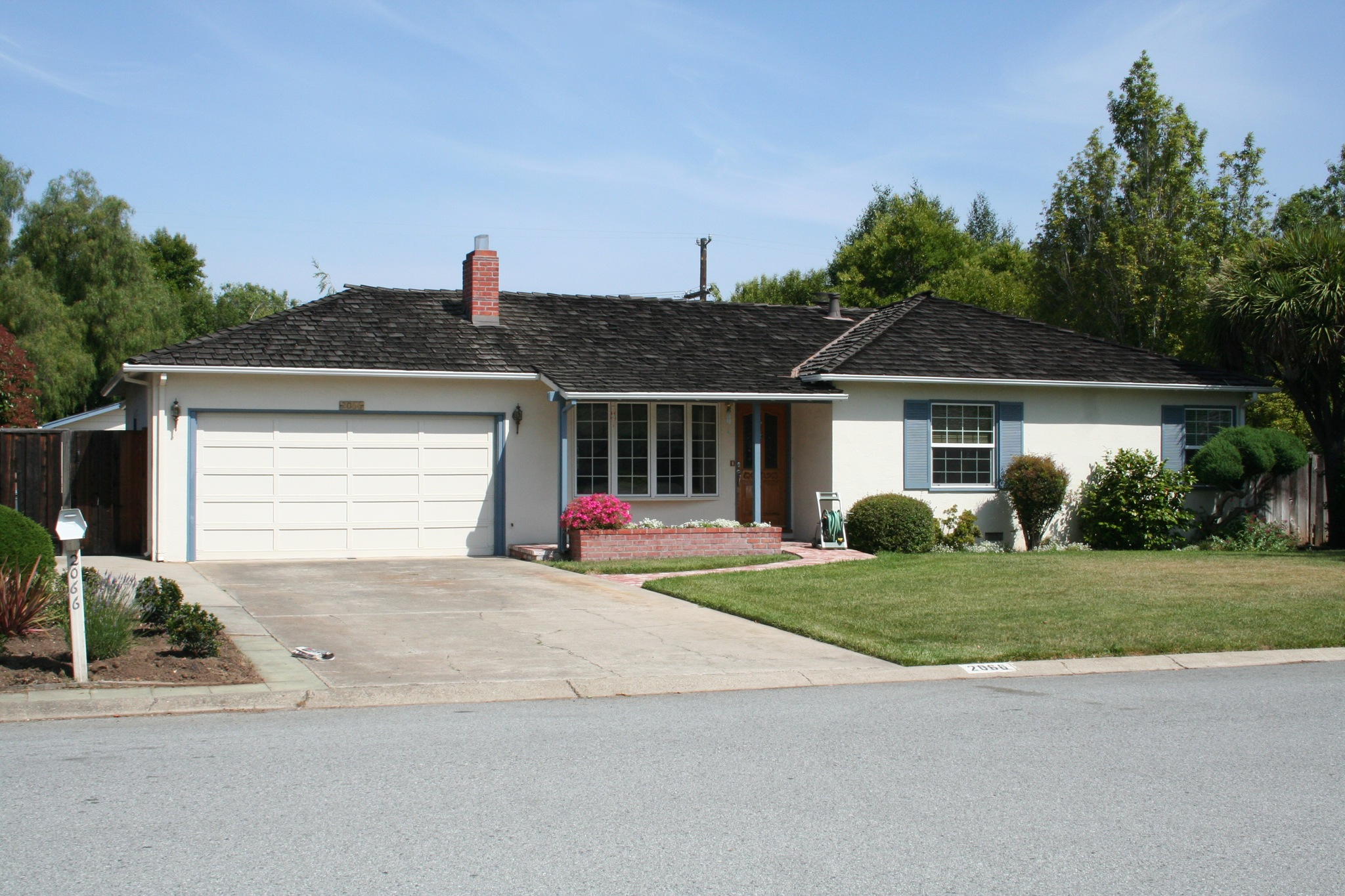
خانه پاول و کلارا جابز در لس‌آلتوس در جنوب خلیج سان‌فرانسیسکو. استیو جابز شرکت کامپیوتری اپل را همراه استیو وازنیک و رونالد وین در پارکینگ این خانه بنیان نهاد.

در سال ۱۹۷۶، وقتی جابز ۲۱ ساله و وازنیک ۲۵ ساله بود، شرکت رایانه‌ای اپل را در پارکینگ خانوادهٔ جابز، بنیان گذاشتند. اولین رایانهٔ شخصی‌ای که جابز و وازنیک به بازار معرفی کردند اپل I نام داشت. قیمت این رایانه که در سال ۱۹۷۶ معرفی شد، ۶۶۶ دلار و ۶۶ سنت بود. در سال ۱۹۷۷، جابز و وازنیک رایانهٔ اپل II را معرفی کردند. در سال ۱۹۸۰، اپل فروش اولیه سهام خود را در بازار بورس ارائه کرد و به سهامی عام تبدیل شد. هنگامی که اپل عمومی شد، سرمایهٔ بیشتری از هر عرضهٔ اولیه سهام، از زمان شرکت خودروسازی فورد در سال ۱۹۵۶ جذب کرد و بلافاصله تعداد افراد بیشتری (حدود ۳۰۰ نفر) از هر شرکت دیگری در تاریخ را میلیونر کرد. در همان سال، شرکت اپل، رایانهٔ اپل III را معرفی کرد که این رایانه به دلیل قیمت زیاد و برخی مشکلات سخت‌افزاری با شکست تجاری در بازار مواجه شد. هم‌زمان با رشد اپل، این شرکت جستجویی را برای یافتن مدیران مستعد که بتوانند آن را در مدیریت توسعه و گسترش، کمک کنند، آغاز کرد. در سال ۱۹۸۳، جابز با به چالش‌طلبیدن جان اسکالی که یکی از مدیران پپسی کولا بود، او را تطمیع کرد که به‌عنوان مدیر عامل اپل کار کند. جابز به او گفته بود: «می‌خواهی که باقی زندگی‌ات را به فروختن آب-شکر بگذرانی، یا می‌خواهی شانس این را داشته باشی که دنیا را عوض کنی؟» در همان سال شرکت اپل، رایانهٔ اپل لیزا را معرفی کرد که با وجود مجهز بودن به واسط گرافیکی کاربر و موشواره از بابت تجاری ناموفق از آب درآمد. یکی از دلایل این عدم موفقیت قیمت گران و کندی آن بود. سال ۱۹۸۴، سال معرفی رایانهٔ مکینتاش بود. این رایانه دارای پردازشگر موتورولا۶۸٬۰۰۰ با فرکانس کلاک ۷٫۸ مگاهرتز و مجهز به موشواره بود. پس از گذشت حدود دو ماه از معرفی مکینتاش، تنها ۵۰٬۰۰۰ عدد از آن فروخته‌شد که نمایش قدرتمندانه‌ای نبود. حافظه مکینتاش کم بود (۱۲۸ کیلوبایت) و وجود یک فلاپی کار را با آن سخت می‌کرد. مکینتاش همانند لیزا به واسط گرافیکی کاربر مجهز بود ولی بعضی از ویژگی‌های قدرتمند لیزا مانند مالتی تسکینگ و حافظه ۱ مگابایت را نداشت.
مایک اسکات (اولین مدیرعامل اپل بین سال‌های ۱۹۷۷ تا ۱۹۸۱) در مورد جابز می‌گوید: «او همیشه بداخلاق و دمدمی‌مزاج بود. رفتارش در آتاری باعث شد تا او را به شیفت شب منتقل کنند، اما چنین چیزی در اپل امکان نداشت.» مایک مارکولا (نخستین سرمایه‌دار بزرگ، سهام‌دار ارشد و دومین مدیرعامل اپل) نیز در مورد جابز می‌گوید: «او به ویژه نسبت به برنامه‌نویسان جوان خشن بود. مسئلهٔ بهداشتی‌اش نیز مطرح بود. همچنان مخالف تمام شواهد بود و اعتقاد داشت که با توجه به رژیم‌های غذایی گیاهی‌اش نیازی به دئودورانت یا دوش مرتب ندارد. باید مودبانه او را پشت در می‌گذاشتیم و به او می‌گفتیم که برود دوش بگیرد. ما مجبور بودیم در جلسات به پاهای کثیفش نگاه کنیم. او کارهایی می‌کرد که برای همکارانش آزاردهنده و چندش‌آور بود.» در حالی که جابز یکی از شخصیت‌های پیش‌برنده و رهبران معنوی اپل بود، منتقدان این مسئله را نیز مطرح کرده‌اند که او مدیری دمدمی مزاج و شلوغ بوده است. در سال ۱۹۸۵ بین جابز و اسکالی کشمکش به‌وجود آمد. جابز به اسکالی گفت: «تو برای اپل و هدایت آن مناسب نیستی.» اسکالی هم از مدیران خواست که بین او و جابز یکی را انتخاب کنند. آن‌ها به اتفاق آرا اسکالی را انتخاب کردند. پس جابز از کارش در اپل برکنار شد. جابز در همان سال شرکت نکست را تأسیس کرد.

### پایه‌گذاری شرکت رایانه‌ای نکست

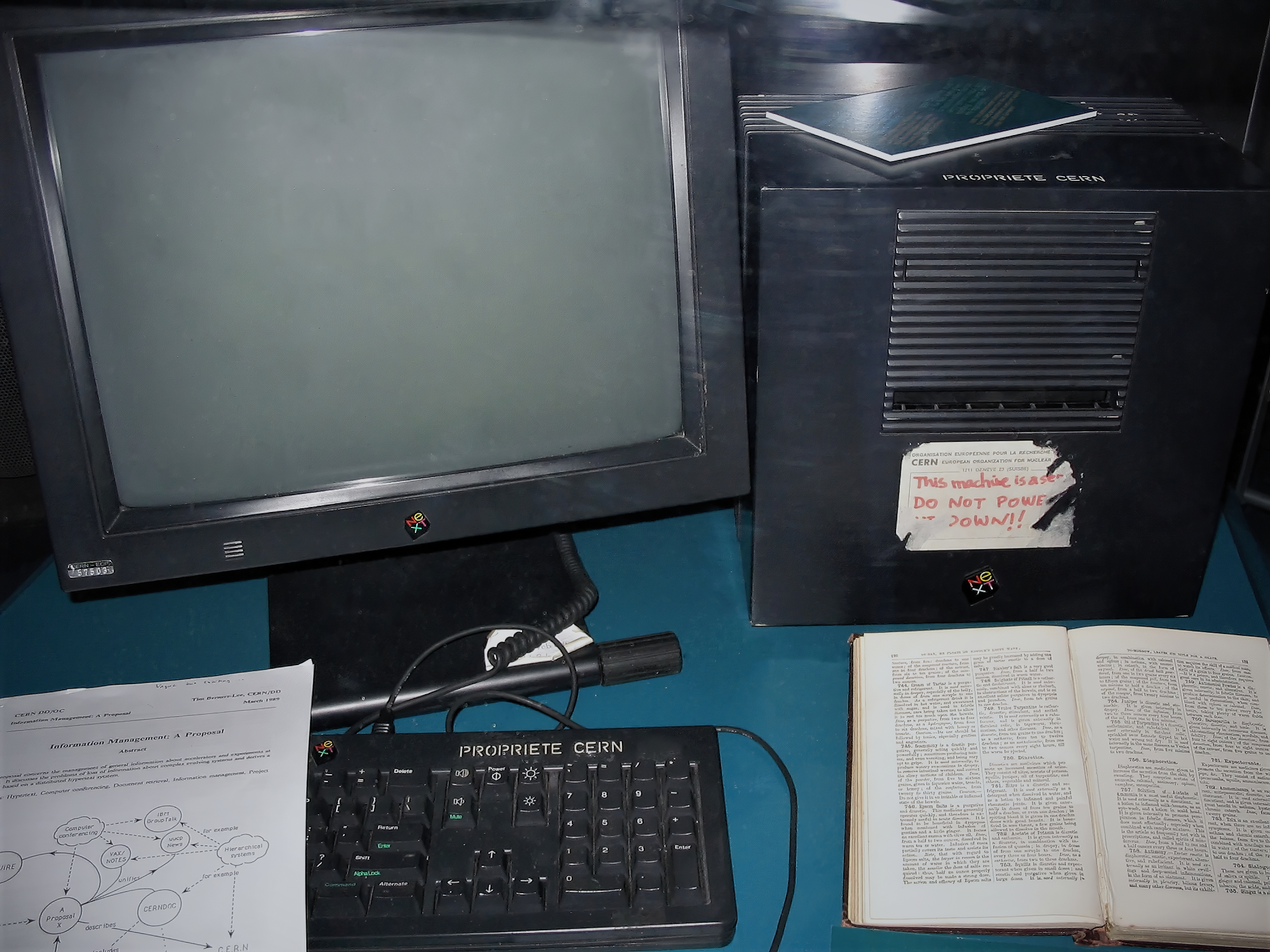
نکست کامپیوتر به‌کار گرفته‌شده به دست تیم برنرز لی در سرن که سپس نخستین سرور وب جهان‌گستر شد.

پس از ترک اپل، جابز در سال ۱۹۸۵ با سرمایهٔ ۷ میلیون دلار شرکت رایانه‌ای دیگری را با نام نکست بنیان گذاشت. جابز در سال ۱۹۸۹ کامپیوتر قدرتمند نکست کامپیوتر را ساخت. اگرچه شرکت قادر به فروش نکست کامپیوتر در حجم بالا نشد اما این کامپیوتر دارای یک ویژگی بارز بود. اولین مرورگر وب بر روی آن ساخته شد. نرم‌افزار نکست کامپیوتر به‌عنوان مبنای سیستم‌عامل مکینتاش‌های امروزی و آی‌فون می‌باشد. شرکت نکست بعد از هدر دادن میلیون‌ها دلار از سرمایهٔ سرمایه‌گذاران، تولید کامپیوتر را رها می‌کند و به‌جای آن بیشتر بر فروش و توسعهٔ سیستم‌عامل نکست‌استپ و توسعهٔ فناوری برنامه‌نویسی شئ‌گرا تمرکز می‌کند. نکست‌استپ سیستم‌عاملی بود که برای نکست کامپیوتر به‌وجود آمده‌بود و بعدها به پلتفورم x86 پورت شد.
جابز به دلیل نوآوری و فناوری‌های جدید آزمایشی، معمولاً برای بازاریابی محصولات نکست به حوزه‌های دانشگاهی و علمی روی می‌آورد. از این دسته محصولات می‌توان به هستهٔ ماک، تراشهٔ پردازش سیگنال دیجیتال و درگاه اترنت توکار اشاره کرد.
رایانهٔ نکست‌کیوب توسط جابز به‌عنوان یک کامپیوتر بین‌شخصی به‌وجود آمد که به نظر او اولین قدم پس از ایجاد کامپیوتر شخصی است.
تیم برنرز لی مرورگر وب جهان‌گستر را بر روی نکست کامپیوتر اجرا کرد. «Info.cern.ch» اولین آدرس وبگاه و وب‌سرور در جهان بود که بر روی نکست کامپیوتر در سرن اجرا شد. اولین آدرس صفحهٔ وب «http://info.cern.ch/hypertext/WWW/TheProject.html" بود که در آن به توضیح در مورد پروژه «WWW» پرداخته شده‌بود و بازدیدکنندگان از آن می‌توانستند هایپرتکست و جزئیات فنی را برای ایجاد صفحات وبشان یاد بگیرند و حتی در مورد نحوه جستجو اطلاعاتشان در وب آشنا شوند.
در ۲۰ دسامبر ۱۹۹۶ شرکت اپل، شرکت نکست را به مبلغ ۴۲۹ میلیون دلار خرید. طی این معامله استیو جابز، مجدداً به اپل بازگشت.

### پیکسار و دیزنی

نشان تجاری شرکت پیکسار

جابز در سال ۱۹۸۶ یک گروه گرافیکی (که توسط جابز پیکسار نامیده‌شد) را از بخش گرافیک کامپیوتر لوکاس فیلم، به قیمت ۱۰ میلیون دلار خرید که ۵ میلیون دلار آن را در شرکت سرمایه‌گذاری کرد. این شرکت در زمینهٔ پویانمایی رایانه‌ای فعالیت می‌کند. ادوین کتمول که از سال ۱۹۷۹ نایب‌رئیس این بخش از لوکاس فیلم بود یکی از مؤسسان و مسئول فنی پیکسار شد. در این زمان حدود ۴۴ نفر در پیکسار استخدام شدند.
این شرکت فیلم‌های پویانمایی موفقی مانند داستان اسباب‌بازی (۱۹۹۵)، زندگی یک حشره (۱۹۹۸)، داستان اسباب‌بازی ۲ (۱۹۹۹)، شرکت هیولاها (۲۰۰۱)، در جستجوی نمو (۲۰۰۳) و شگفت‌انگیزان (۲۰۰۴) را ساخته است که همهٔ آن‌ها برندهٔ جوایزی بوده‌اند. فیلم‌های بعدی ساخته شده در این شرکت ماشین‌ها (۲۰۰۶)، راتاتویی (۲۰۰۷)، وال-ئی (۲۰۰۸)، بالا (۲۰۰۹)، داستان اسباب‌بازی ۳ (۲۰۱۰) بودند. در جستجوی نمو، شگفت‌انگیزان، راتاتویی، وال-ئی، بالا و داستان اسباب‌بازی ۳ هر یک جایزهٔ بهترین فیلم پویانمایی را از آکادمی اسکار دریافت کرده‌اند.
در ژانویهٔ ۲۰۰۶ شرکت والت‌دیزنی اعلام کرد که طی معامله‌ای به ارزش ۷٫۴ میلیارد دلار در حال خریدن پیکسار است. جابز، پس از بسته شدن این معامله به بزرگ‌ترین سهام‌دار والت دیزنی تبدیل شد و به عضویت هیئت مدیرهٔ والت‌دیزنی درآمد. بدین ترتیب سهام جابز با ۷ درصد، از سهام مایکل ایسنر (مدیر عامل والت‌دیزنی طی سال‌های ۱۹۸۴ تا ۲۰۰۵) با ۱٫۷ درصد و روی ایی دیزنی (یکی از اعضای خانواده دیزنی، تولد: ۱۹۳۰، مرگ: ۲۰۰۹) که تا زمان مرگش در سال ۲۰۰۹ صاحب یک درصد سهام بود، بیشتر شد.

### بازگشت به اپل

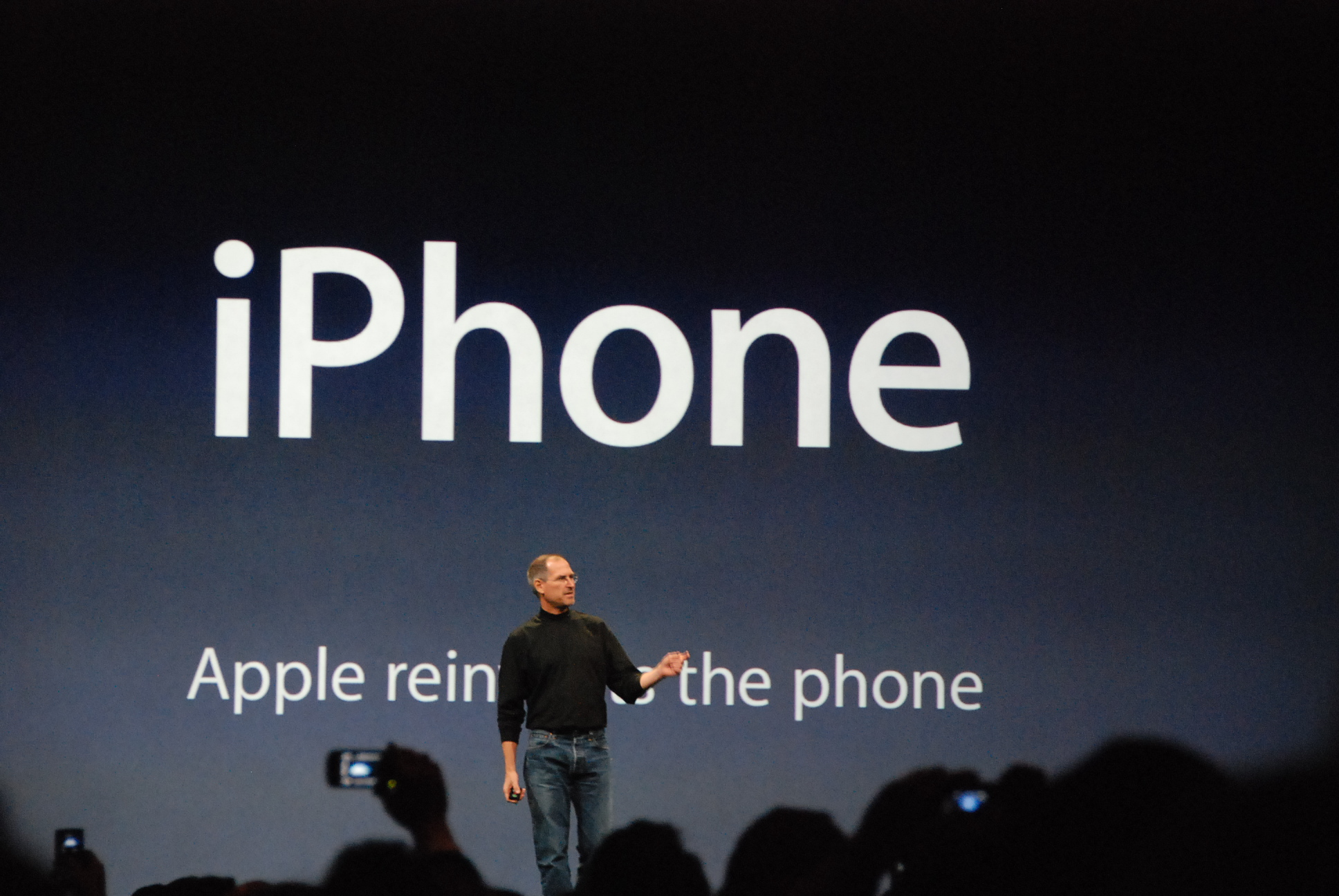
جابز هنگام معرفی آی‌فون در سال ۲۰۰۷ با شعار معروف «اپل تلفن را از نو اختراع کرد».

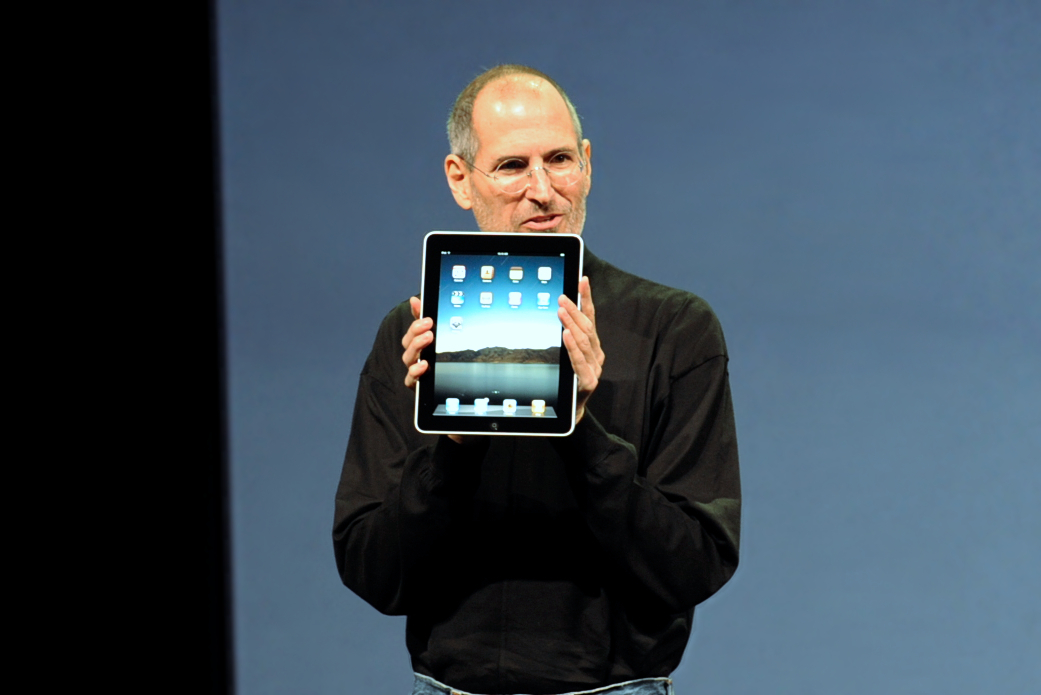
جابز هنگام معرفی آی‌پد در سال ۲۰۱۰

در ۲۰ دسامبر ۱۹۹۶ شرکت اپل، شرکت نکست را به مبلغ ۴۲۹ میلیون دلار خرید. طی این معامله استیو جابز، مجدداً به اپل بازگشت. پس از برکناری جیل آملیو در ژوئیهٔ سال ۱۹۹۷، جابز عملاً مدیرعامل اپل شد. اما او از پذیرش این سمت به‌طور دائم خودداری کرد. طی یک تغییر سازمانی در همان ماه، بیشتر اعضای هیئت مدیرهٔ اپل تغییر کردند. پس از تشکیل جلسه توسط اعضای هیئت مدیرهٔ جدید، جابز به سمت «مدیر عامل موقت» منصوب شد. در ماه مارس سال ۱۹۹۸ جابز به منظور تمرکز اپل برای سوددهی، فوراً تعدادی از پروژه‌ها مانند نیوتن، سایبر داگ و اپن داک را لغو کرد. پس از خرید نکست توسط اپل و بازگشت جابز، تکنولوژی نکست، راهش را به سوی محصولات اپل باز کرد. این تکنولوژی به‌عنوان مبنای توسعهٔ سیستم‌عامل مک اواس ده، فروشگاه اپل و فروشگاه آی‌تیونز به کار گرفته‌شد. همچنین یکی از محصولاتی که جابز در ابتدای ورودش اقدام به توسعهٔ آن کرد، آی‌مک بود. یک حرکت تجاری که تأکید شرکت بر طراحی را نشان می‌داد.
استیو جابز در نهایت پس از دو سال و نیم خدمت در اپل، در ورلد اکسپو سال ۲۰۰۰، واژهٔ «موقت» را از عنوانش حذف کرد و مدیرعامل دائم شد. از اتفاقات مهم پس از این مسئله در اپل می‌توان به معرفی آی‌پاد در سال ۲۰۰۱، پرده‌برداری از آی‌تیونزاستور در سال ۲۰۰۳، معرفی آی‌فون در سال ۲۰۰۷ و آی‌پد در سال ۲۰۱۰ اشاره کرد.
از نقل قول‌های معروف جابز «Real Artists Ship» (به فارسی: هنرمند واقعی ارسال می‌کند) بود. منظور جابز از این جمله این است که تحویل یک محصول آن‌قدر مهم است که ویژگی‌های برتر آن اهمیت دارد.
جابز از سال ۱۹۹۷ تا زمان مرگش با دستمزد یک دلار در سال در سمت مدیرعامل برای اپل کار می‌کرد و سال‌های زیادی هیچ پاداشی هم به او تعلق نگرفت. این مسئله باعث شد نام او به‌عنوان «کم حقوق‌ترین مدیر ارشد عملیاتی» در کتاب رکوردهای جهانی گینس ثبت شود. البته در مواردی هم از زحمات او با هدایای ارزشمندی تقدیر شد. نظیر جت تجاری ۹۰ میلیون دلاری گلف‌استریم و پرداخت مخارج سفر او؛ که این مبلغ در سال ۲۰۱۰ حدود ۲۴۸٬۰۰۰ دلار بود.
جابز برای توانایی‌های خارق‌العاده‌اش در بازاریابی و کسب رضایت مشتریان، هم‌زمان تشویق و نقد شده است و حتی به این توانایی‌ها، عنوان حوزه تحریف حقیقت داده‌اند که مخصوصاً در زمان سخنرانی‌های او در مک‌ورلد - آی‌ورلد که با عنوان «استیو نت» نیر خوانده می‌شود، بارز می‌شوند.
در سال ۲۰۰۵، جابز در پاسخ به انتقاداتی پیرامون برنامه‌های ضعیف شرکت اپل در مورد بازیافت زباله‌های الکترونیکی، در همایش سالانهٔ اپل که در آوریل این سال در کوپرتینو برگزار شد، نسبت به این انتقادات مدافعان محیط زیست عکس‌العملی تند نشان داد. در این جلسه زمانی که یکی از نمایندگان برنامه‌های سرمایه‌گذاری مسئولانهٔ اجتماعی از وی پرسید که به چه دلیل برنامه‌های شرکت اپل در مورد بازیافت نتوانسته است به سطح برنامه‌های شرکت‌های دیگر رایانه‌ای چون دل و اچ‌پی برسد، جابز با «مزخرف» خواندن گلایه‌های مدافعان محیط‌زیست، منتقد مذکور را از میدان به‌در کرد. با وجود این، چند هفتهٔ بعد، اپل اعلام کرد که آی‌پادهای خراب که باید بازیافت شوند را به رایگان از طریق فروشگاه‌های خرده‌فروشی‌اش جمع‌آوری خواهد کرد. جمعیتی فعال در زمینهٔ بازیافت زباله‌های الکترونیکی که با نام «Computer TakeBack Campaign» مشهور است، به این تصمیم شرکت اپل با نصب پرچمی به یک هواپیمای در حال پرواز برفراز محل برگزاری مراسم فارغ‌التحصیلی دانشجویان دانشگاه استنفورد - که سخنران افتتاحیهٔ آن جابز بود - عکس‌العمل نشان داد. روی پارچهٔ بسته شده به هواپیما نوشته شده بود: «استیو! بازیگر کوچکی نباش. همهٔ زباله‌های الکترونیکی را بازیافت کن!»

#### متفاوت فکر کنید

نشان متفاوت فکر کنید

در سال ۱۹۹۷ جابز از سه بنگاه تبلیغاتی برای ارائهٔ ایده‌های جدید تبلیغاتی، دعوت به‌عمل آورد. لی کلاو که هم‌اکنون رئیس واحد نوآوری شرکت چیات‌دی است، هم یکی از آنان بود و شعار «متفاوت فکر کنید» را ارائه داد.
برخی از جمله‌ها این متن نظیر «آن‌ها نسل بشر را رو به جلو پیش می‌برند» را شخصاً خود استیو جابز نوشته است.
متن کوتاه شده این تبلیغ به شرح زیر است.
| « | به افتخار دیوانه‌ها، سرکش‌ها و دردسرسازان. کسانی که دنیا را جور دیگری می‌بینند. ممکن است بعضی‌ها آن‌ها را دیوانه پندارند، ولی به چشم ما نابغه‌اند. چون دنیا را همان‌هایی تغییر می‌دهند که آنقدر دیوانه‌اند که فکر می‌کنند از پس این کار بر می‌آیند. | » |

پس از آن تبلیغ، جابز در مک‌ورلد - آی‌ورلد آن سال در سخنرانی‌اش گفت:
| « | اپل برای کسانی است که دید وسیعی دارند و فقط نوک انگشتانشان را نمی‌بینند و می‌خواهند از کامپیوتر استفاده کنند تا به کمک آن دنیا را تغییر دهند | » |

#### نوآوری‌ها
جابز در ۳۲۳ ثبت اختراع شرکت اپل حضور داشته است. برخی از این پتنت‌ها در زمینهٔ رایانه رومیزی، آی‌پاد، لپ‌تاپ‌ها، سیستم عامل مکینتاش، مانیتور و کیس و کیبورد و حتی پلکان‌های شیشه‌ای که در فروشگاه‌های اپل دیده می‌شوند، بودند.

##### آی‌مک

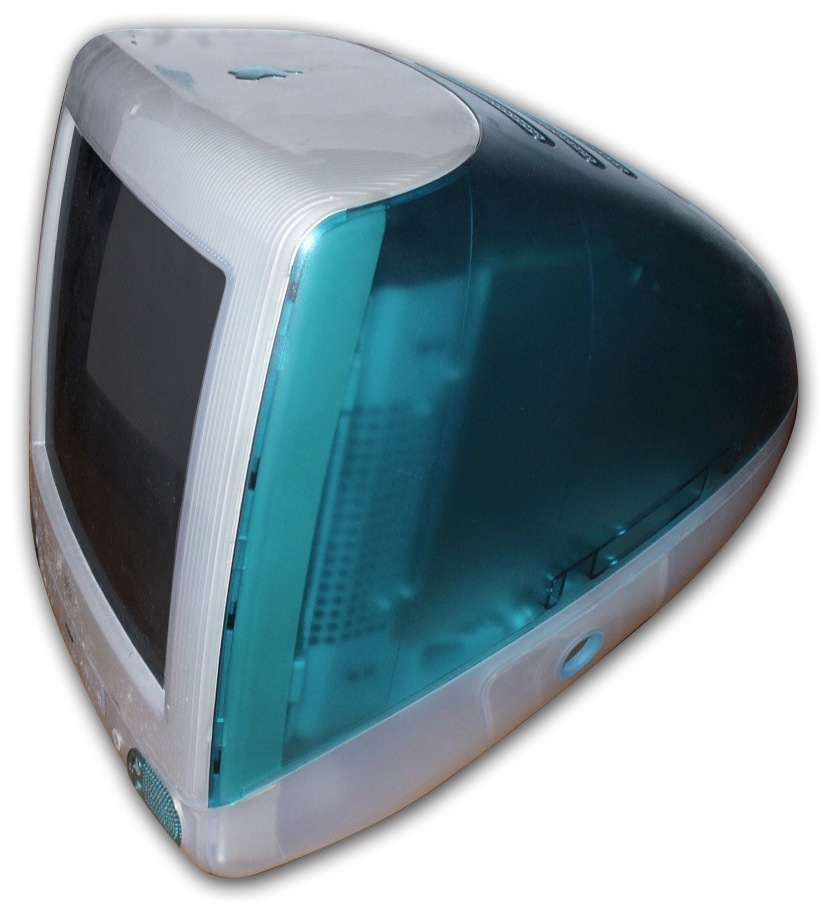
نسل اول آی‌مک

آیمک اولین محصولی بود که جابز و جاناتان آیو با همکاری هم آن را طراحی کردند که به موفقیت بزرگی نیز تبدیل شد. یک رایانهٔ رومیزی با کاربری خانگی که در سال ۱۹۹۸ به بازار عرضه شد. جابز معتقد بود که این محصول، باید یک محصول کامل باشد. محصولی متشکل از کیس، صفحه‌کلید و ماوس که درست پس از درآوردن از جعبه بتوان آن را روشن و از آن استفاده کرد.
این رایانه در اوت ۱۹۹۸ با قیمت ۱٬۲۹۹ دلار عرضه شد و در شش هفتهٔ اول ۲۷۸٬۰۰۰ دستگاه از آن به فروش رفت. در تاریخ عرضهٔ محصولات اپل، این محصول بالاترین سرعت فروش را داشت. نکتهٔ قابل توجه این بود که ۳۲درصد از فروش آن، مربوط به خریدارانی می‌شد که برای اولین‌بار کامپیوتر خریده‌اند و ۱۲ درصد دیگر در گذشته از مایکروسافت ویندوز استفاده می‌کردند.

##### آی‌پاد

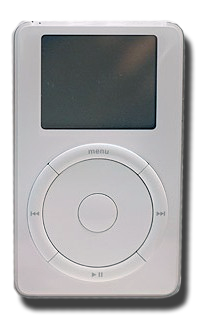
نسل اول آی‌پاد

در پاییز سال ۲۰۰۰، جابز تصمیم گرفت که یک پخش‌کنندهٔ موسیقی قابل حمل طراحی کند. جابز که از طرفداران موسیقی به‌شمار می‌رفت، علاقهٔ خاصی به این پروژه داشت. خواسته اصلی جابز سهولت در استفاده بود. روش او برای تست این سهولت چنین بود: اگر او موسیقی یا عملکردی را می‌خواست، آیا می‌توانست در سه کلیک آن را پخش یا اجرا کند.
تونی فادل می‌گفت: «زمان‌هایی بود که ما دربارهٔ مشکل رابط کاربری به مغز خود فشار آورده بودیم و فکر می‌کردیم همهٔ گزینه‌ها را در نظر گرفته‌ایم، و او می‌گفت: آیا به این فکر کرده‌اید؟ او مشکل یا رویکرد را مجدداً تعریف می‌کرد و مشکل کوچک ما برطرف می‌شد.» اپل گزارش داد که تا اکتبر ۲۰۱۱، تعداد ۳۰۰ میلیون آی‌پاد در سرتاسر جهان فروخته‌شد. آی‌پاد وسیله‌ای بود که اپل را از یک تولیدکنندهٔ کامپیوتر به باارزش‌ترین شرکت جهان تبدیل کرد.

##### آی‌فون

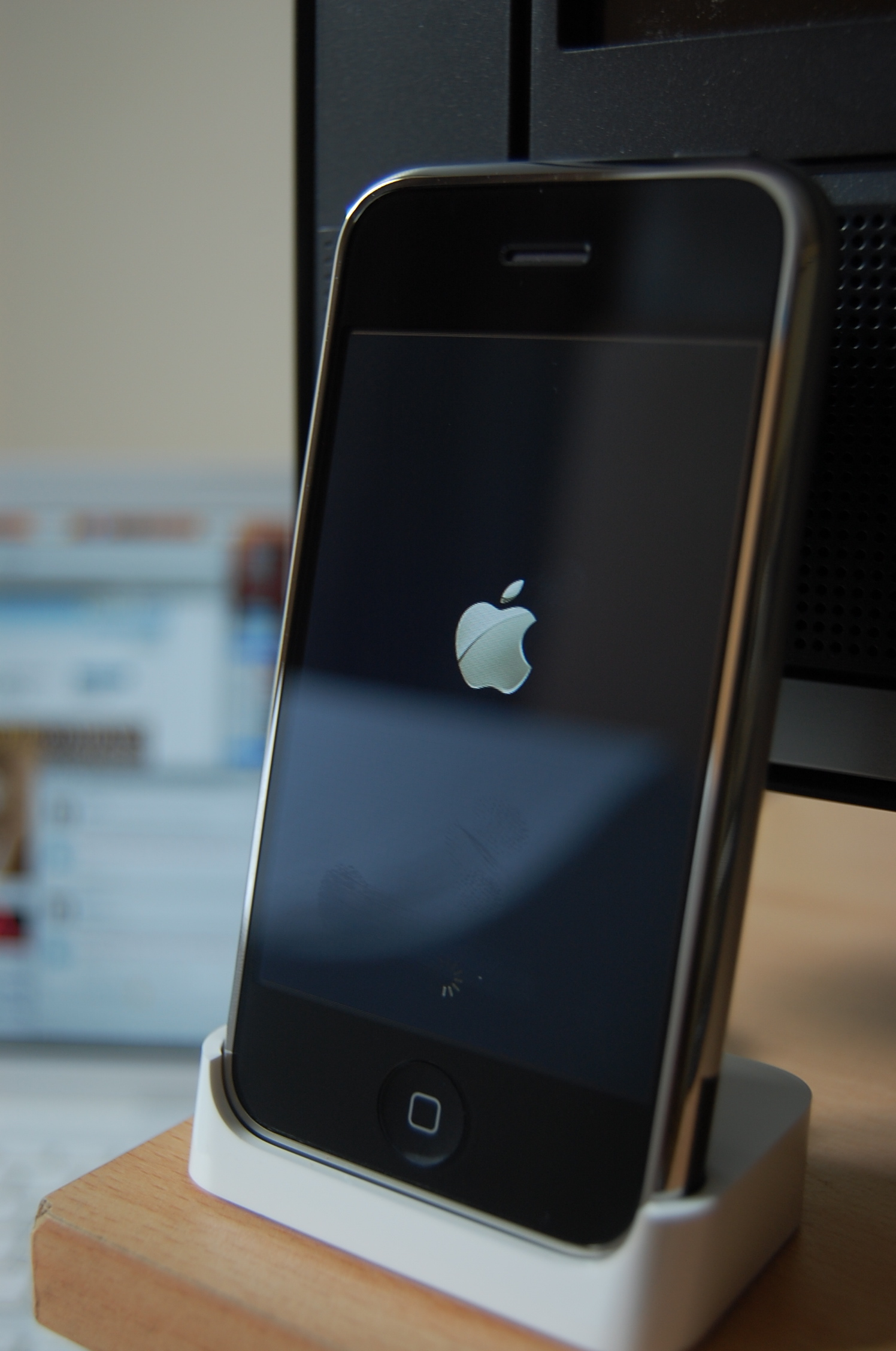
نسل اول آی‌فون

استیو جابز در مک‌ورلد ژانویهٔ ۲۰۰۷ آی‌فون را معرفی کرد. جابز گفت: «امروز ما قصد داریم سه نوع محصول انقلابی از این دسته را معرفی کنیم.
- اولین محصول یک آی‌پاد با صفحه نمایش پهن با کنترل‌های لمسی می‌باشد.
- دومی یک دستگاه تلفن همراه انقلابی است.
- و سومی یک ابزار ارتباطات اینترنتی است.

اینها سه وسیلهٔ جداگانه یا مجزا نیستند، بلکه یک دستگاه است که ما آن را آی‌فون می‌نامیم.»
عرضهٔ آی‌فون، طرفداران جابز و اپل را خیلی خوشحال کرد.
تا پایان سال ۲۰۱۰، اپل حدود ۹۰ میلیون آی‌فون فروخت و بیش از نیمی از کل سود تولید شده در بازار تلفن همراه را به‌دست‌آورد.

##### آی‌پد

نسل اول آی‌پد

در سال ۲۰۰۷ پروژه تبلت با ایدهٔ جابز، به یک پروژه جدی در اپل تبدیل شد. در یکی از جلسات ایده‌پردازی تیم اجرایی، آیو این سؤال را مطرح کرد که: «چرا دستگاه‌ها باید صفحه‌کلید داشته‌باشند که به صفحه لولا شود؟ این طرح گران‌قیمت و ضخیم است.» او گفت: «می‌توانیم با استفاده از یک رابط چندلمسی، صفحه‌کلید را روی صفحه تعبیه کنیم.» جابز هم موافقت کرد. جابز در ابتدا قصد داشت که در آی‌پد از چیپ اتم که اینتل در حال ساخت آن بود استفاده کند، اما در نهایت تصمیم گرفته‌شد که در آی‌پد از پردازنده‌ای بر اساس معماری ARM استفاده شود.
پس از عرضهٔ محصول، در کمتر از یک ماه، اپل یک میلیون آی‌پد فروخت که دو برابر سریع‌تر از فروش آی‌فون بود. تا مارس ۲۰۱۱، نه ماه پس از عرضهٔ محصول، پانزده میلیون آی‌پد فروخته‌شد. بر طبق برخی معیارها، این موفق‌ترین عرضهٔ یک محصول مصرفی در تاریخ بود.

##### اپل‌استور

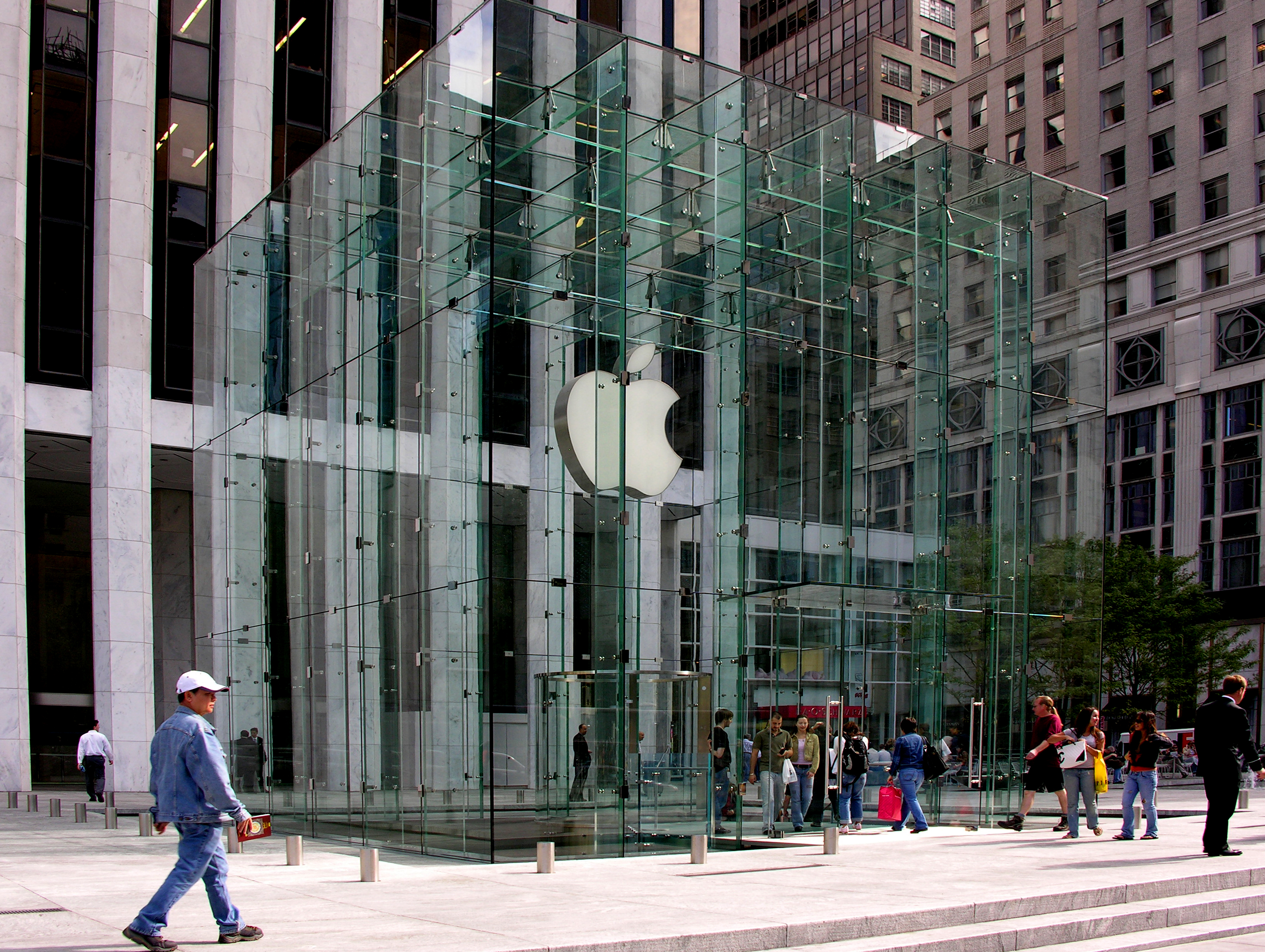
شعبه‌ای از فروشگاه اپل در خیابان پنجم منهتن

جابز از این موضوع که نتواند بر تجربهٔ مشتری تأثیر بگذارد، متنفر بود. اما او در این فرایند با مشکلی مواجه شد، او قسمتی از مراحل کار را نمی‌توانست تحت کنترل خود در بیاورد: «تجربه خرید یک محصول اپل از یک فروشگاه.» اکثر فروشنده‌ها توانایی و حتی انگیزه لازم را نداشتند که بتوانند ماهیت متفاوت محصولات اپل را توضیح دهند. جابز می‌گفت: «تنها چیزی که برای فروشنده اهمیت داشت، ۵۰ درصد پورسانت بود.» سایر کامپیوترها تقریباً نام و علامت تجاری نداشتند، اما محصولات اپل با ویژگی‌های نوآورانه و نیز قیمت بالاتری عرضه می‌شدند. او دوست نداشت که یک محصول اپل بین یک محصول کامپک و دل قرار داشته‌باشد و یک فروشنده بی‌دانش ویژگی‌های هریک از آن‌ها را از بر بگوید. جابز می‌گفت: «سرمان کلاه رفته‌بود، مگر این‌که راهی برای رساندن پیام‌مان به مشتری پیدا می‌کردیم.»
در ژوئیهٔ سال ۲۰۱۱، یک دهه پس از افتتاح اولین فروشگاه اپل، این شرکت ۳۲۶ فروشگاه دیگر را نیز افتتاح کرده‌بود. درآمد متوسط سالیانهٔ هر فروشگاه ۳۴ میلیون دلار و میزان کل فروش خالص در سال ۲۰۱۰ نیز ۹٫۸ میلیارد دلار بود. اما اهمیت فروشگاه‌ها از این هم فراتر بود. آن‌ها به‌طور مستقیم ۱۵ درصد کل درآمد اپل را تأمین می‌کردند.

##### آی‌تیونز استور

صفحه اصلی آی‌تیونز استور

در اوایل سال ۲۰۰۲، شرکت اپل با چالشی جدید مواجه شد. ارتباط یکپارچه بین آی‌پاد، نرم‌افزار آی‌تیونز و رایانه، مدیریت موسیقی‌ها را آسان می‌کرد، اما برای تهیه آهنگ جدید کافی نبود، چرا که باید از این محیط دنج خارج می‌شدید و یک سی‌دی خریداری می‌کردید یا آهنگ‌ها را به شکل آنلاین دانلود می‌کردید. مورد دوم معمولاً منجر به هجوم به مراکز مشکوک اشتراک فایل‌ها و خدمات تکثیر غیرمجاز بود؛ بنابراین جابز سعی می‌کرد روشی بهتر را برای دانلود آهنگ به کاربران آی‌پاد ارائه دهد که راحت، مطمئن و قانونی بود. صنعت موسیقی نیز با چالش مواجه شد. این صنعت از بیماری خدمات تکثیر غیرمجاز نظیر نپستر، ناتلا، گروکستر و کازا که مردم را قادر می‌ساخت تا آهنگ‌های رایگان تهیه کنند و باعث شده‌بود که فروش قانونی سی‌دی‌ها در سال ۲۰۰۲ حدود ۹ درصد کاهش پیدا کند، متضرر شده‌بود.
جابز به راحتی می‌توانست اجازه دهد که آهنگ‌ها به شکل غیرمجاز تکثیر شوند. موسیقی رایگان به معنای آیپادهای بیشتر و ارزشمندتر بود. با این وجود چون جابز واقعاً طرفدار موسیقی و خالق آن‌ها بود، با آنچه که او دزدی محصولات خلاقانه نامیده‌بود، مخالفت می‌کرد؛ بنابراین جابز اقدام به ساخت فروشگاه آی‌تیونز و ترغیب پنج شرکت برتر ضبط موسیقی کرد، تا اجازه دهند نسخه‌های دیجیتالی آهنگ‌های آن‌ها در آن محل به فروش برسد. پیشنهاد جابز این بود که آهنگ‌های دیجیتالی با قیمت ۹۹ سنت فروخته شوند. خریدی آسان و فوری. فروشگاه آی‌تیونز تا فوریهٔ ۲۰۰۶، حدود یک میلیارد آهنگ به فروش رساند.
استیو جابز با معرفی آی‌تیونزاستور صنعت موسیقی را نجات داد.

### کناره‌گیری
جابز در اوت ۲۰۱۱ از سمت مدیرعاملی اپل استعفا داد. تیم کوک، از مدیران ارشد اپل، مدیرعامل شد و جابز به‌عنوان رئیس هیئت‌مدیره انتخاب شد. پس از استعفای جابز، سهام اپل در عرض تنها چند ساعت به میزان ۵ درصد افت کرد.

### دارایی
جابز صاحب ۵٫۵ میلیون سهام اپل به ارزش ۲٫۱ میلیارد دلار و و ۱۳۸ میلیون سهام دیزنی به ارزش ۴٫۴ میلیارد دلار بود. فوربز در مارس ۲۰۱۱، ثروت جابز را ۸٫۳ میلیارد دلار و قبل از مرگش (در سپتامبر ۲۰۱۱) ۷ میلیارد دلار برآورد کرد و در جایگاه ۳۴ بین افراد ثروتمند ایالات متحده آمریکا قرار گرفت.

### روش مدیریت

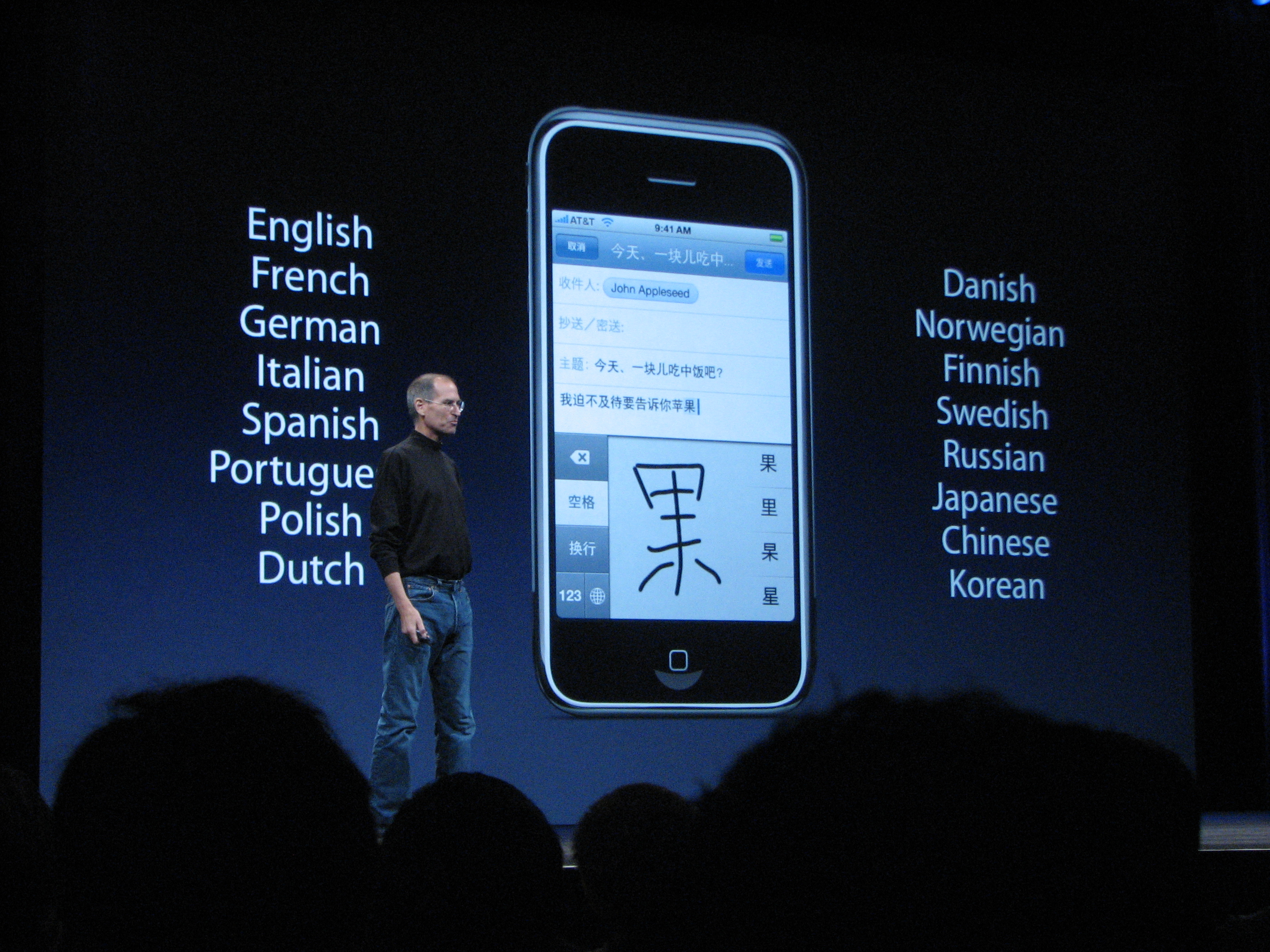
استیو جابز هنگام ارائهٔ iOS در کنفرانس جهانی توسعه‌دهندگان اپل در سال ۲۰۰۸

استیو جابز خواهان کمال بود. او در سخنرانی خود در مک‌ورلد - آی‌ورلد در ژانویهٔ ۲۰۰۷ در نقل قولی از وین گرتسکی (بازیکن سابق کانادایی هاکی روی یخ و ملقب به بزرگ‌ترین بازیکن هاکی همهٔ دوران) گفت:
جمله قدیمی از وین گرتزکی است که من آن را دوست دارم. «موقع هاکی، من ترجیح می‌دهم ببینم توپ (هاکی پاک) کجا خواهد رفت و بر این اساس حرکاتم را تنظیم می‌کنم، به‌جای اینکه کورکورانه دنبال توپ حرکت‌کنم.» و ما همیشه سعی می‌کنیم تا این را در اپل اجرا کنیم.
مجله فورچون دربارهٔ او گفت: «استیو یکی از پیشتازان خودبینی در دره سیلیکون است.» چیزهای زیادی از شخصیت مصر و هجومی او به وجود آمد. تفسیرهایی در مورد شخصیت و خلق و خوی استیو در منابعی چون «قلمرو کوچک»، (از معدود زندگی‌نامه‌های مجاز جابز) اثر مایک موریتز، «اسطوره: استیو جابز» نوشته جفری یانگ و ویلیام سیمون و در «بازگشت مجدد» اثر آلن دویچمن وجود دارد. جابز یکی از هفت رئیس خشن و زمخت از دیدگاه فورچون بود. دنل لوین، شریک استیو، در مورد زمان تأسیس نکست گفت: «موفقیت‌های بزرگ برای ما غیرقابل باور بود… اما ضعف‌ها غیرقابل تصور بود.»
در سال ۲۰۰۵، جابز تمامی کتاب‌های منتشر شده توسط جان وایلی و پسران را در فروشگاه‌های اپل در واکنش به چاپ غیرمجاز زندگی‌نامه‌اش (اسطوره: استیو جابز) تحریم کرد. فلوید نورمن (یک پویانما که در شرکت والت دیزنی شاغل بود) دربارهٔ جابز گفت: «جابز در پیکسار سیاست عدم مداخله را در پیش گرفته‌بود و هرگز در امور مربوط به فیلم‌سازها دخالت نمی‌کرد. او آنقدر باهوش بود که برخلاف بیشتر مدیران رده‌بالا، مزاحم هنرمندان نمی‌شد.»
به دلیل اثربخش بودن استراتژی‌های استیو جابز، هنگامی که در ماه مهٔ سال ۲۰۰۰، ارزش‌بازار اپل یک‌بیستم مایکروسافت بود، افزایش یافت. در مهٔ سال ۲۰۱۰، اپل به‌عنوان ارزشمندترین شرکت تکنولوژی جهان از مایکروسافت پیشی گرفت و در سپتامبر ۲۰۱۱، حدود ۷۰٪ از مایکروسافت ارزشمندتر بود.
جابز در سال ۲۰۰۰ ملاقاتی با لینوس توروالدز داشت و او را به دفتر اپل در کوپرتینو دعوت کرد. جابز قصد داشت تا توروالدز را در اپل به کار بگیرد و او توسعهٔ لینوکس را رها کند. این اتفاق هرگز رخ نداد و توروالدز به پیشنهاد جابز پاسخ منفی داد.
پس از آن‌که آی‌فون در سال ۲۰۰۷ رونمایی شد، جابز گوگل را تهدید کرد که چنانچه به توسعهٔ اندروید ادامه دهد و در آن از ویژگی‌های برتر آی‌فون، از جمله لمس چندگانه استفاده کند، به‌طور قانونی از آن شرکت شکایت خواهدکرد. در ابتدا گوگل از هرگونه کپی‌برداری خودداری می‌کرد. اما در سال ۲۰۱۰، اچ‌تی‌سی یک گجت مبتنی بر اندروید را عرضه کرد که ویژگی لمس چندگانه و تعداد دیگری از ویژگی‌های آن از روی آی‌فون کپی‌برداری شده‌بود. این مسئله سبب اعلامیه رسمی جابز علیه شعار گوگل (شیطان صفت نباشید) شد و این‌که «این شعار چرندیات است.» جابز گفت: «من تا آخرین نفس و تا آخرین پنی از درآمد ۴۰ میلیاردی اپل را برای احقاق این حق صرف می‌کنم. این محصول دزدی است. جدای از مقولهٔ جستجو، سایر محصولات گوگل همگی افتضاح هستند.»
جابز بین سال‌های ۱۹۹۹ تا ۲۰۰۲ عضو هیئت‌مدیرهٔ شرکت گپ بود.

### رابطهٔ جابز با دیگر پیشتازان در سیلیکون‌ولی

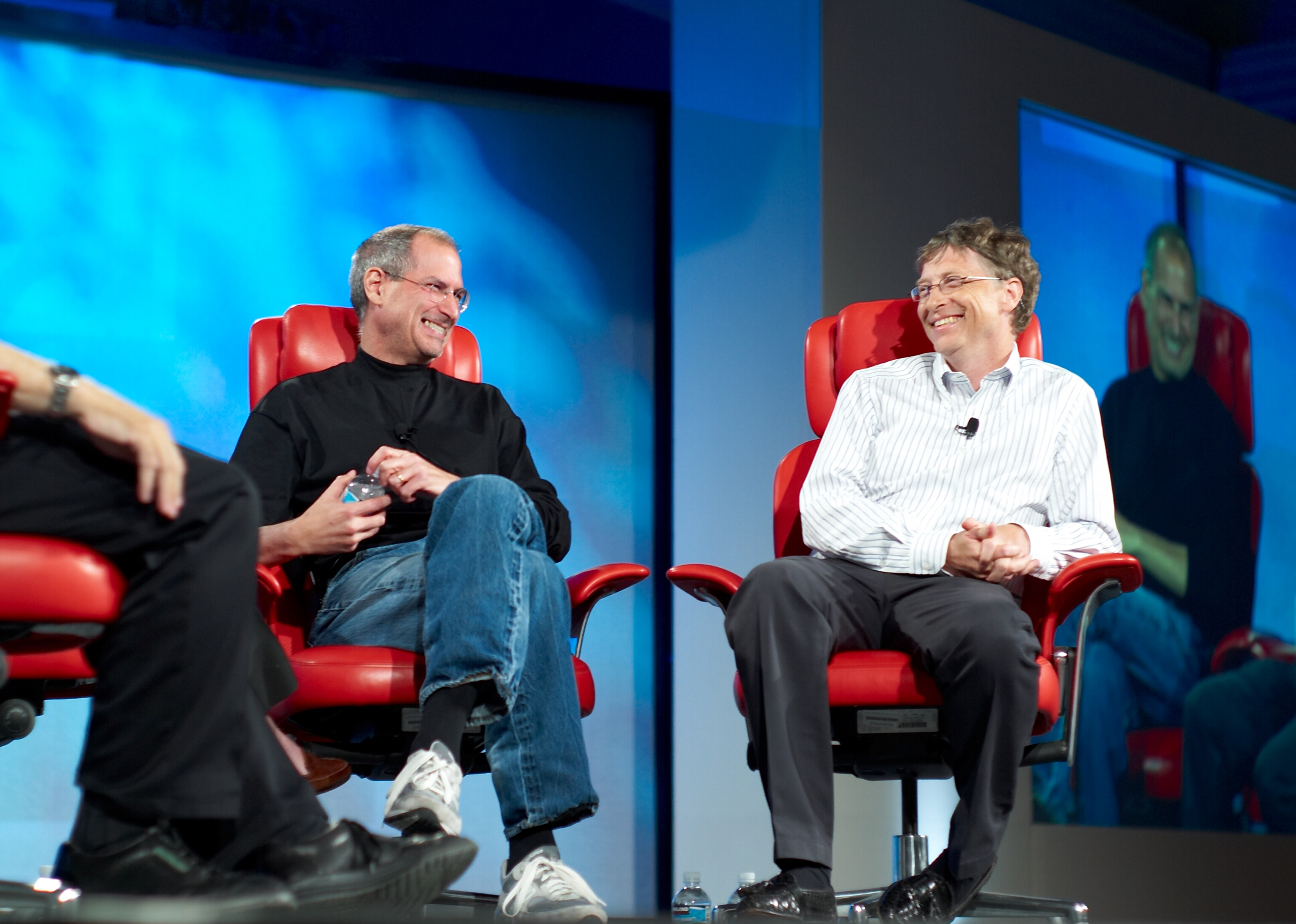
استیو جابز و بیل گیتس در کنفرانس «همه چیز دیجیتال» در سال ۲۰۰۷

جابز و گیتس رابطهٔ پیچیده‌ای داشتند. به گفتهٔ بیل گیتس، او و جابز بیش از نیمی از عمرشان را همکار، رقیب و دوست بوده‌اند. آن‌ها در عین حال که همیشه رقیب هم بودند و یکدیگر را به چالش می‌کشیدند، در زمان‌های مختلف شریکِ هم نیز بودند. جابز در جایی دربارهٔ گیتس گفت: «بیل اصولاً قوهٔ تصور خوبی ندارد و هرگز چیزی را اختراع نکرده است. فکر می‌کنم او بیشتر در امور بشردوستانه راحت است تا در تکنولوژی. او به شکل بی‌شرمانه‌ای ایده‌های دیگران را می‌دزدد.» گیتس هم در مورد جابز گفت: «راه‌های بیشتری برای نگاه کردن به این موضوع وجود دارد. به نظر من، موضوع بیشتر مانند این است که ما هردویمان همسایهٔ ثروتمندی به نام زیراکس داشتیم. من شیشهٔ خانه او را شکستم تا تلویزیونش را بدزدم ولی متوجه شدم تو زودتر آن را دزدیده‌ای.»
جابز جدال لفظی با مایکل دل، مدیرعامل شرکت دل داشت. این اختلاف از زمانی آغاز شد که جابز از دل به‌خاطر ساخت «جعبه‌های قهوه‌ای بدون نوآوری» انتقاد کرد. در اکتبر ۱۹۹۷ در یک نشست گارتنر، هنگامی که از مایکل دل پرسیده شد که اگر در شرکت کامپیوتری اپل که آن موقع اوضاع خوبی نداشت، به جای جابز مدیرعامل بود چه می‌کرد؟ او در پاسخ گفت: «در شرکت را می‌بستم و پول سهام‌داران را پس می‌دادم.» در سال ۲۰۰۶ جابز هنگامی که ارزش‌بازار شرکت اپل از شرکت دل پیشی گرفت، طی یک ایمیل به تمامی کارکنان اپل نوشت:
اوضاع نشان می‌دهد که مایکل دل پیشگوی خوبی نیست. بر مبنای اطلاعات امروز بازار بورس، ارزش سهام اپل از دل بیشتر است. البته سهام بالا و پایین می‌رود و فردا ممکن است چیزهایی تغییر کند اما من فکر کردم این نکته، امروز ارزش گفتنش را داشت. استیو
جابز همواره احساس می‌کرد که اریک اشمیت (که در زمان توسعهٔ آی‌فون و آی‌پد، مدیرعامل گوگل و عضو هیئت مدیرهٔ اپل بود) و لری پیج و سرگئی برین (مؤسسان گوگل که جابز را معلم خود می‌دانستند) به او خیانت کرده‌اند. این حس زمانی بیشتر شد که رابط کاربری اندروید، ویژگی‌های بیشتر و بیشتری را از آی‌اواس اقتباس می‌کرد.
از نظر جابز، اچ‌پی برای مدت طولانی، نماد سیلیکون‌ولی بود. جابز پس از ابراز خوشحالی عده‌ای پس از پیروزی آی‌پد در مقابل اچ‌پی، با ناراحتی گفت: «هیولت و پاکارد یک شرکت بزرگ ساختند، آن‌ها احساس می‌کردند شرکت را به افراد توانمندی سپرده‌اند. اما اچ‌پی هم‌اکنون تجزیه و نابود شده است. غم‌انگیز است.»
جابز از پشتیبانی از ادوبی فلش بر روی آی‌پد و آی‌فون خودداری کرد. از نظر او فلش یک نرم‌افزار ضعیف بود که توسط انسان‌های تنبل ساخته شده‌بود. جابز گفت: «هنگامی که جان وارناک از ادوبی رفت، روح ادوبی نیز از بین رفت. او یک مخترع بود که من با او رابطهٔ زیادی داشتم. ادوبی به شرکت کت‌وشلوار پوش‌ها تبدیل شده و دیگر قدرتی ندارد.»

## بشر دوستی
به گفتهٔ اریک هسلدال از مجلهٔ بلومبرگ بیزینس‌ویک، «جابز در مقایسه با بیل گیتس، آنچنان در مورد همکاری در زمینهٔ امور بشردوستانه شناخته شده نیست.» با این حال جابز در سال ۱۹۸۵ میلادی گفت که «امور بشردوستانه را به شکل پنهانی انجام می‌دهد.» پس از بازگشت جابز به اپل به‌عنوان مدیرعامل در سال ۱۹۹۷، او تمام برنامه‌های بشردوستانه را در ابتدا حذف کرد. به گفته برخی دوستان او به نیویورک تایمز، جابز حس می‌کرد که می‌تواند توسعهٔ بهتر اپل را انجام دهد تا این که به امور خیریه کمک مالی کند. بعدها تحت مدیریت جابز، اپل عضو طرح محصول قرمز (تولید نسخه‌های قرمز از دستگاه‌ها، تا بخشی از سود حاصل از فروش آن‌ها به امور مبارزه با ایدز در آفریقا اختصاص یابد) شد. اپل با این اقدام، بزرگ‌ترین شریک خیریه از ابتدای این حرکت می‌شد. بونو، یکی از مؤسسان طرح محصول قرمز، پس از دفاع از عملکرد جابز و همسرش در امور خیریه، از قول جابز گفت: 
| « | هیچ شانسی بزرگ‌تر از این نیست که زندگی انسان‌ها را نجات داد. | » |

## فعالیت‌های سیاسی
در سال ۲۰۱۱، در یک مصاحبه با والتر ایزاکسون، جابز بیان کرد که ملاقاتی با رئیس‌جمهور باراک اوباما داشته است و از کمبود مهندسین نرم‌افزار شکایت کرده است و این که بیش از یک دوره رئیس‌جمهور نخواهد بود. جابز پیشنهاد کرد که باید به هر دانشجوی خارجی که مدرک مهندسی در ایالات متحده آمریکا دریافت می‌کند، گرین کارت داده شود. بعد از این ملاقات، جابز گفت: «رئیس‌جمهور بسیار باهوش است، با این حال او در مورد این که چرا کارها به درستی انجام نمی‌شود دلیل می‌آورد، این مرا عصبانی می‌کند.»
جابز طی دورهٔ عمر خود، به تعدادی از سیاستمداران و برخی نهضت‌ها کمک مالی کرد، از جمله کمک ۲۰۹ هزار دلاری به دموکرات‌ها و ۱٬۰۰۰ دلاری به جمهوری‌خواهان و کمک ۴۵ هزار دلاری به برخی فعالیت‌ها و نهضت‌ها که مورد علاقهٔ شخصی‌اش بودند.

## مسئله سلامتی
مشکلات کلیوی جابز (سنگ کلیه) به شکل غیرمستقیم باعث کشف سرطانش شد. هنگامی که جابز در اکتبر ۲۰۰۳ به درخواست اورولوژیست یک اسکن کت از کلیه‌هایش گرفت، معلوم شد که کلیه‌هایش سالم است اما سایه‌ای را بر روی لوزالمعده‌اش نمایان می‌کرد. پس از بررسی‌ها معلوم شد که او به سرطان مبتلا شده است. حتی یکی از پزشکان به او گفت که چند ماه بیشتر زنده نمی‌ماند. جابز نمی‌خواست برای برداشتن غدهٔ سرطانی‌اش جراحی شود، درحالی که این تنها راه حل پزشکی مورد قبول بود. او چند سال بعد با پشیمانی گفت: «واقعاً نمی‌خواستم بدنم را بشکافند، برای همین سعی کردم بفهمم که آیا راه‌های دیگری جواب می‌دهند یا نه؟» پاول می‌گوید: «یک چیز مهم این بود که او واقعاً آماده شکافته‌شدن بدنش نبود. سخت است که کسی را وادار به این کار کنید.»
لجاجت و یک‌دندگی‌های او بعد از تشخیص بیماری‌اش در اکتبر ۲۰۰۳، نُه ماه طول کشید. در ژوئیهٔ سال ۲۰۰۴، اسکن کت نشان داد که تومور رشد کرده است و به احتمال زیاد پخش شده است. جابز در ۳۱ ژوئیهٔ سال ۲۰۰۴، در مرکز پزشکی دانشگاه استنفورد تحت عمل جراحی قرار گرفت.
جابز ۴۹ ساله در سال ۲۰۰۴ طی یک ایمیل که آن را از تخت بیمارستان ارسال کرد، به کارمندانش اعلام کرد: «من چند خبر شخصی دارم که نیاز دارم آن‌ها را با شما در میان بگذارم و دوست دارم که آن را مستقیماً از خود من بشنوید. من به یک نوع خیلی نادر از سرطان لوزالمعده مبتلا شده‌ام که به‌وسیلهٔ عمل جراحی قابل درمان است و نیاز به شیمی‌درمانی و پرتودرمانی ندارد.» در نهایت در اوت ۲۰۰۴، پس از یک عمل جراحی موفقیت‌آمیز، تومور از بدن جابز خارج شد. طی دورهٔ غیبت جابز، تیم کوک عهده‌دار مسئولیت او بود.
لاغر و نحیف بودن جابز در کنفرانس جهانی توسعه‌دهندگان اپل در اوت ۲۰۰۶ و ژوئن ۲۰۰۸ و عدم حضورش در مک‌ورلد - آی‌ورلد در سال ۲۰۰۹ حاکی از پیشرفت بیماری او بود. جابز در نهایت پس از پشت سر گذاشتن دوران سخت بیماری از هرگونه درمانی امتناع می‌کرد، سعی بسیار شد که جابز به درمان ادامه دهد او در یک نامه نوشت: «من معتقدم که هرکس باید تصمیم گیرنده نوع زندگی خودش باشد، بهتر است مثل یک مرد بمیرم.»
جابز تعادل هورمونی‌اش را از دست داده بود و این مسئله باعث شد سرطان او به کبدش نیز گسترش یابد. نگرانی‌های ایجاد شده به علت کاهش وزن جابز سبب شد که قیمت سهام اپل از ۱۸۸ دلار در آغاز ژوئن ۲۰۰۸، به پایین‌تر از ۱۵۶ دلار در پایان ماه ژوئیه و ۹۷ دلار در ماه اکتبر برسد. در مارس ۲۰۰۹ مرد جوانی در یک تصادف رانندگی جانش را از دست داد و اعضای بدنش اهدا شد. جابز کبد آن مرد جوان را دریافت کرد. این پیوند موفقیت‌آمیز بود ولی چندان اطمینان‌بخش نبود. هنگام خروج کبد او توسط پزشکان، تومورهای پخش‌شده در سراسر کبد به این معنا بود که احتمالاً در ناحیهٔ دیگری نیز منتشر شده بود. ظاهراً سرطان او به‌سرعت رشد می‌کرد.
جابز در مدت درمانش ظاهراً شیمی درمانی و پرتودرمانی نشد.
طبق گفتهٔ دکتر رمزی امری (یک کارشناس سرطان لوزالمعده که در دانشکدهٔ پزشکی هاروارد کار می‌کند) انتخاب درمان‌های جایگزین نظیر رژیم غذایی خاص، توسط جابز سبب مرگ زودهنگام غیرمحتومش شد.

والتر ایزاکسون که چند هفته قبل از مرگ جابز در خانه‌اش با او ملاقات داشت، گفت: «جابز که درد زیادی داشت در یک اتاق خواب در طبقهٔ پایین خانه بود و برای بالارفتن از پله‌ها بسیار ضعیف شده‌بود با این حال هنوز مثل گذشته تیزهوش و خوش مشرب بود.» جابز که خود را وقف اپل، شرکتی که خودش آن را ساخت کرده‌بود، در روز آخری که به‌عنوان مدیرعامل در دفتر مرکزی اپل خدمت می‌کرد یک روز کامل کار کرد. شواهد نشان می‌دهد که جابز تا روز قبل از مرگش برای اپل کار می‌کرد و درگیر مسائل مربوط به محصول بعدی اپل بود. در استعفانامه‌ای که جابز به هیئت‌مدیرهٔ اپل فرستاده، آمده است: 
| « | من همواره به شما گفته بودم اگر روزی بیاید که نتوانم وظایف خود را به‌عنوان مدیرعامل اپل ایفا کنم، شما نخستین کسانی خواهید بود که از این موضوع مطلع خواهید شد. متأسفانه چنین روزی فرارسیده است. استیو جابز در این نامه افزود: من معتقدم اپل خلاق‌ترین و درخشان‌ترین روزهای خود را پیش رو دارد. | » |

## درگذشت

این نگاره در صفحهٔ نخست وبگاه اپل در تاریخ ۵ اکتبر ۲۰۱۱ میلادی به دلیل درگذشت استیو جابز جای گرفت.

استیو جابز در تاریخ چهارشنبه ۵ اکتبر ۲۰۱۱ در سن ۵۶ سالگی درگذشت. گواهی فوت جابز نشان می‌دهد که او حوالی ساعت ۳ بعد از ظهر در خانه‌اش در پالو آلتو، کالیفرنیا، بر اثر ایست تنفسی ناشی از سرطان لوزالمعده درگذشت. جابز پس از برگزاری یک مراسم تدفین کوچک و خصوصی در تاریخ ۷ اکتبر، در یک قبرستان عمومی به نام «آلتا مسا مموریال پارک» در پالو آلتو به خاک سپرده شد.

### واکنش‌ها به مرگ وی
خانوادهٔ جابز پس از مرگ او طی بیانیه‌ای چنین اعلام کرد: 
| « | استیو در آرامش از دنیا رفت... | » |

مرگ او توسط وبگاه اپل در یک اطلاعیه اعلام شد:
ما عمیقاً غمگین هستیم که اعلام کنیم استیو جابز امروز درگذشت. استعداد، علاقه و انرژی استیو منبع نوآوری‌های بی‌شماری بود که زندگی همهٔ ما را بهبود و غنا بخشید. جهان به خاطر وجود استیو به مراتب بهتر شد. بزرگ‌ترین عشق وی، همسرش لورن و خانواده‌اش بودند…
پس از مرگ جابز، صفحهٔ اول وبگاه اپل به عکسی سیاه و سفید از وی اختصاص یافت و آدرس ایمیلی نمایش داده شده‌بود که عموم مردم بتوانند خاطرات و پیام‌های تسلیتشان را به اشتراک بگذارند.
اندکی پس از اعلام مرگ جابز، شبکه‌های ای‌بی‌سی، سی‌بی‌اس و ان‌بی‌سی این خبر را پوشش دادند و افراد مشهوری چون باراک اوباما، دیوید کامرون، مایکل بلومبرگ، بیل گیتس، استیو وازنیک، اریک اشمیت، لری پیج، سرگئی برین، تیم کوک، مایکل دل، ادوین کتمول، جان لستر و... برای درگذشت او بیانیه دادند. به باور پزشک‌های متخصص، علت اصلی مرگ وی «امتناع» از عمل جراحی به موقع بوده است.

## افتخارات

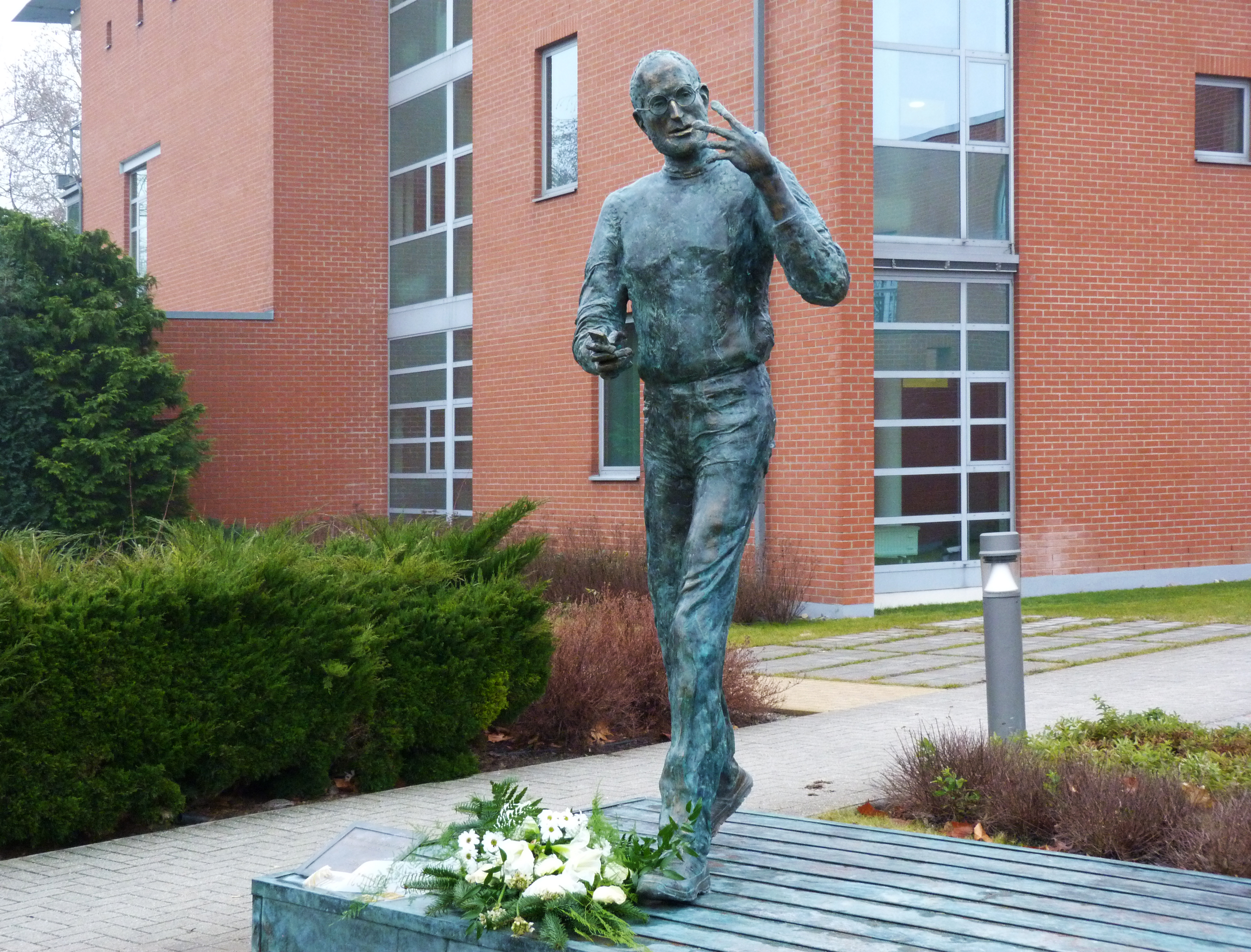
تندیس استیو جابز در بوداپست مجارستان

تایم در سال ۱۹۸۳ میلادی، جابز را به‌عنوان «مشهورترین استاد میکرو (الکترونیک)» معرفی کرده بود.
در سال ۱۹۸۵ رئیس‌جمهور رونالد ریگان، مدال ملی فناوری و نوآوری را به استیو جابز و استیو وازنیک به‌خاطر معرفی و گسترش رایانه شخصی اهدا کرده بود. آنها در میان اولین افرادی بودند که موفق به کسب این افتخار شده‌اند. در سال ۲۰۰۷، جابز به‌وسیلهٔ مجله فورچون در یک لیست ۲۵نفره به‌عنوان قدرتمندترین فرد و بالاتر از افرادی چون بیل گیتس، روپرت مرداک و اریک اشمیت در تجارت معرفی شد و جیمز کالینز (مؤلف و سخنران در زمینه تجارت) او را «بتهوون تجارت» خواند. در دسامبر ۲۰۰۷، آرنولد شوارزنگر فرماندار وقت کالیفرنیا و بانوی اول ماریا شرایور، افتخار ورود به «تالار مشاهیر کالیفرنیا» که در موزهٔ تاریخ و زنان و هنر کالیفرنیا واقع است، را نصیب استیو جابز کردند.
در اوت سال ۲۰۰۹ میلادی، در نظرسنجی جونیور اچیومنت، او به‌عنوان موردتحسین‌ترین کارآفرین در میان نوجوانان انتخاب شد. در نوامبر ۲۰۰۹، به‌وسیلهٔ مجلهٔ فورچون به‌عنوان «مدیرعامل دهه» انتخاب شد. در سال ۲۰۱۰، در ردهٔ هفدهم قدرتمندترین افراد جهان از دیدگاه فوربز قرار گرفت. در دسامبر ۲۰۱۰، فایننشیال تایمز، جابز را به‌عنوان مرد سال ۲۰۱۰ معرفی کرد. هنگام استعفای استیو جابز و پس از مرگش، بارها با عنوان‌های آینده‌بین، پیشرو و نابغه معرفی شد. پس از استعفای استیو جابز از مدیرعاملی اپل، The New York Times، استیو جابز را به‌عنوان هنری فورد این دوره توصیف کرد. و او را با توماس ادیسون مقایسه کرد. در ۲۱ دسامبر ۲۰۱۱ در بوداپست، شرکت گرافی‌سافت، اولین مجسمهٔ برنزی استیو جابز را ارائه داد و او را یکی از بزرگ‌ترین شخصیت‌های عصر مدرن معرفی کرد.
در یک نظرسنجی که در سال ۲۰۱۲ از ۱٬۰۰۰ نوجوان بین سنین ۱۶ تا ۲۵ سال انجام شد تا بزرگ‌ترین نوآور کل تاریخ شناخته شود، استیو جابز با کسب ۲۴ درصد آراء، رتبهٔ دوم را پس از توماس ادیسون کسب کرد.
در مارس ۲۰۱۲، فورچون، جابز را بزرگ‌ترین کارآفرین این دوران نامید و او را آینده‌بین، الهام‌بخش و بااستعداد توصیف کرد.
والتر ایزاکسون دربارهٔ جابز می‌گوید: «او یک کارآفرین خلاق بوده و در شش صنعت مختلف انقلاب ایجاد کرده و آن‌ها را به کمال رسانیده است: رایانه‌های شخصی، فیلم‌های انیمیشن، موسیقی، تلفن، تبلت و انتشارات دیجیتال»

## ثبت خانهٔ استیو جابز به‌عنوان یک اثر تاریخی
خانه استیو جابز در کالیفرنیا که طراحی رایانه‌های اپل از پارکینگ آن آغاز شد، به‌عنوان یک اثر تاریخی ثبت شد. این خانه ویلایی در لس‌آلتوس در جنوب خلیج سانفرانسیسکو، به یک جاذبه گردشگری تبدیل شده است.
با تصمیم کمیسیون تاریخی منطقه سیلیکون ولی، هرگونه تغییر در این خانه باید ابتدا توسط این کمیسیون بررسی شود. خواهر آقای جابز که اکنون صاحب این خانه است، اعتراضی به این تصمیم ندارد. در حال حاضر مادرخوانده استیو جابز در این خانه زندگی می‌کند.

## استیو جابز در رسانه‌ها

### کتاب‌ها
- استیو جابز: زندگی‌نامهٔ مجاز استیو جابز، نوشته‌شده توسط والتر ایزاکسون در سال ۲۰۱۱
- اسطوره: استیو جابز: زندگی‌نامهٔ غیرمجاز استیو جابز، نوشته‌شده توسط جفری یانگ و ویلیام سیمون در سال ۱۹۹۶
- بازگشت مجدد استیو جابز: زندگی‌نامهٔ غیرمجاز استیو جابز، نوشته‌شده توسط آلن دویچمن در سال ۲۰۰۱

### فیلم‌ها
- جابز: فیلمی با موضوع زندگی استیو جابز در سال ۲۰۱۳
- غارتگران دره سیلیکون: فیلمی با موضوع ساخت اولین کامپیوتر شخصی در سال ۱۹۹۹
- استیو جابز: فیلمی به کارگردانی دنی بویل و با بازی مایکل فاسبندر در سال ۲۰۱۵[۱۶۲] که سه دوره از زندگی جابز را به تصویر کشیده است.[۱۶۳]

## واژه‌نامه
1. ↑  Joanne Carole Schieble
2. ↑  Abdulfattah John Jandali
3. ↑  Paul Reinhold Jobs
4. ↑  Clara Hagopian
5. ↑  Homestead High School
6. ↑  multiple typefaces
7. ↑  Daniel Kottke
8. ↑  Elizabeth Holmes
9. ↑  Neem Karoli Baba
10. ↑  Blue Box
11. ↑  Lisa Brennan-Jobs
12. ↑  Chris Ann Brennan
13. ↑  Laurene Powell
14. ↑  Reed Paul, Erin Sienna and Eve
15. ↑  Alan Deutschman
16. ↑  Jeffrey S. Young
17. ↑  William L. Simon
18. ↑  Jackling House
19. ↑  Mike Scott
20. ↑  Mike Markkula
21. ↑  Mach kernel
22. ↑  Built-in
23. ↑  Interpersonal
24. ↑  Personal
25. ↑  Michael Eisner
26. ↑  Roy E. Disney
27. ↑  Interim Chief Executive
28. ↑  Newton, Cyberdog, and OpenDoc
29. ↑  Delivering
30. ↑  Stevenotes
31. ↑  Steve - Don't be a mini-player recycle all e-waste
32. ↑  Chiat/Day
33. ↑  Wayne Gretzky
34. ↑  Michael Moritz
35. ↑  Dan'l Lewin
36. ↑  Floyd Norman
37. ↑  Arik Hesseldahl
38. ↑  Product Red
39. ↑  Ramzi Amri
40. ↑  Alta Mesa Memorial Park
41. ↑  James C. Collins
42. ↑  Maria Shriver